# Modernismo

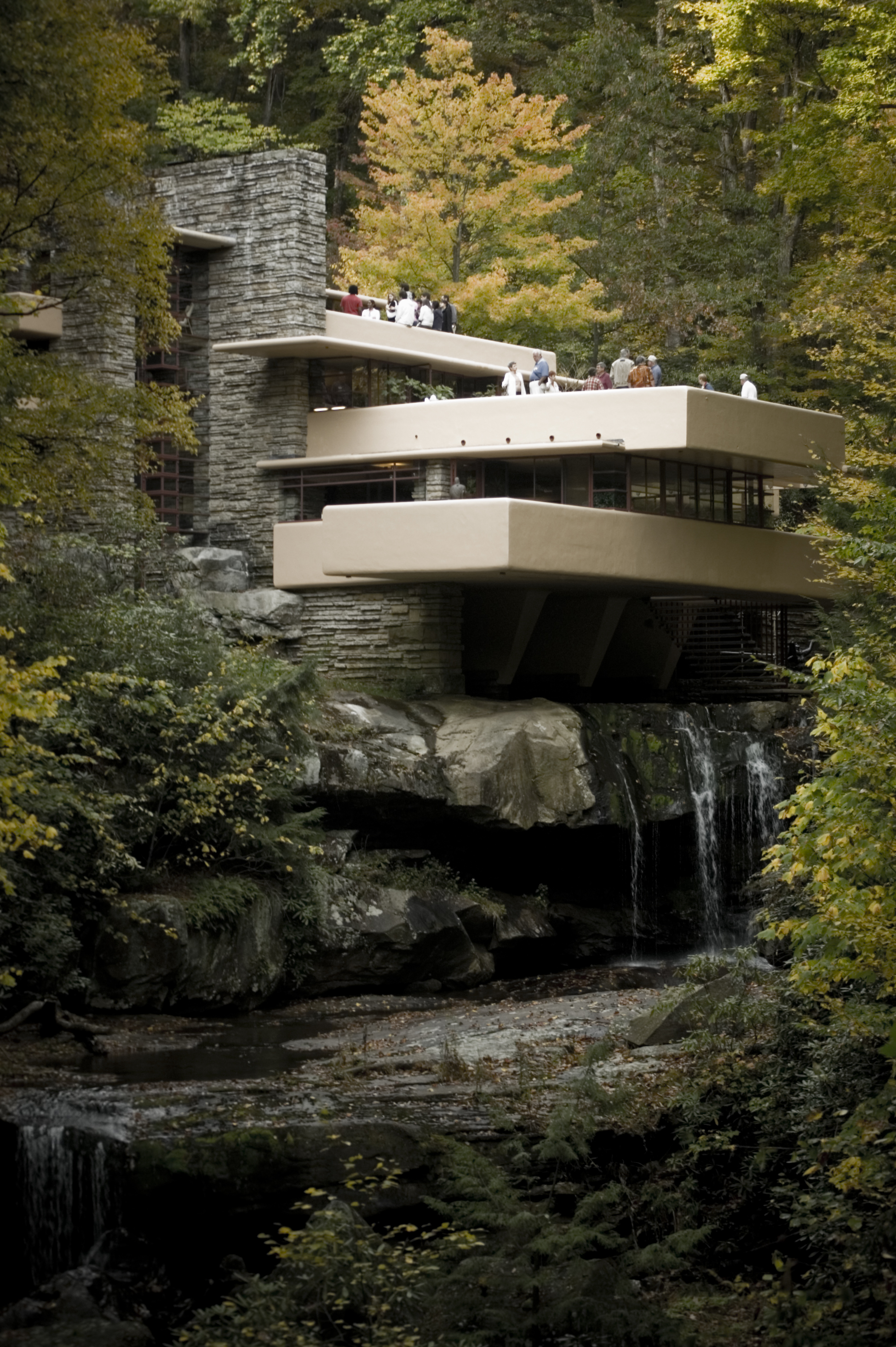
Frank Lloyd Wright, Casa sulla cascata, Mill Run, Pennsylvania (1937), una delle più famose residenze private progettate da Wright.

Il modernismo è un movimento filosofico-estetico che, in linea con i cambiamenti culturali del suo tempo, nacque dalle enormi trasformazioni della società occidentale tra la fine del XIX secolo e l'inizio del XX. Tra i fattori che determinarono il modernismo c'erano lo sviluppo delle moderne società industriali e la rapida crescita dell'urbanizzazione, seguite poi dalle reazioni di orrore alla devastazione della prima guerra mondiale. Il modernismo si contrappose spesso alle certezze del pensiero illuminista, e molti modernisti si opposero alla fede religiosa.
Il modernismo, in generale, comprende le attività e le creazioni di coloro che sentivano le forme tradizionali di arte, architettura, letteratura, fede religiosa, filosofia, organizzazione sociale, attività della vita quotidiana e scienze, come obsolete rispetto al nuovo ambiente economico, sociale e politico di un mondo emergente pienamente industrializzato. L'esortazione a "rinnovare" del poeta Ezra Pound nel 1934 ("Make it new!") fu il termine di paragone dell'approccio del movimento verso quella che riteneva una cultura ormai sorpassata. In questo spirito, le innovazioni, come la tecnica del flusso di coscienza, la musica atonale e dodecafonica, la pittura divisionista e l'arte astratta, ebbero dei precursori nel XIX secolo.
Una caratteristica degna di nota del modernismo è l'autocoscienza e l'ironia riguardo alle tradizioni letterarie e sociali, che spesso hanno portato a sperimentazioni con la forma, spesso sviluppando tecniche che focalizzavano l'attenzione sui processi e sui materiali usati nella creazione di un dipinto, una poesia, un edificio, ecc., rigettando esplicitamente l'ideologia del realismo e riutilizzando spesso il passato attraverso la ripresa, l'incorporazione, la riscrittura, la ricapitolazione, la revisione e la parodia.
Alcuni critici definiscono il modernismo come un modo di pensare, con diverse caratteristiche filosoficamente definite, come autocoscienza o autoreferenzialità, che attraversano tutte le novità nelle arti e nelle discipline. Più comuni, soprattutto in Occidente, sono quelli che la vedono come una tendenza di pensiero progressista che afferma il potere degli esseri umani di creare, migliorare e rimodellare il loro ambiente con l'aiuto della sperimentazione, conoscenza scientifica o tecnologia. Da questa prospettiva, il modernismo ha incoraggiato la rielaborazione di ogni aspetto dell'esistenza, dal commercio alla filosofia, con l'obiettivo di cercare ciò che era d'intralcio al progresso e sostituirlo con nuovi modi per raggiungere lo stesso fine. Altri ancora si concentrano sul modernismo come un'introspezione estetica, facilitando così la considerazione di specifiche reazioni all'uso della tecnologia nella prima guerra mondiale, e aspetti anti-tecnologici e nichilistici delle opere di diversi pensatori e artisti da Friedrich Nietzsche (1844–1900) a Samuel Beckett (1906–1989).
Mentre alcuni studiosi vedono il modernismo continuare nel ventunesimo secolo, altri lo vedono evolversi nel tardo modernismo o nell'alto modernismo. Il postmodernismo fu poi l'abbandono delle tesi del modernismo e la confutazione dei suoi assunti di base.

## Storia del modernismo

### Contesto

La Libertà che guida il popolo di Eugène Delacroix, uno dei dipinti simbolo della pittura romantica (1830)

Secondo una parte della critica, il modernismo si è sviluppato a partire dalla rivolta del Romanticismo contro gli effetti della rivoluzione industriale e dei valori borghesi: "Il motivo fondamentale del modernismo, afferma Gerald Graff, era la critica all'ordine sociale borghese del XIX secolo e alla sua visione del mondo ... i modernisti, portando la fiaccola del romanticismo". William Turner (1775-1851), uno dei più grandi pittori paesaggisti del XIX secolo, era un membro del movimento romantico, come "un pioniere nello studio della luce, del colore e dell'atmosfera", egli "anticipava gli impressionisti francesi" e quindi il modernismo "per abbattere le convenzionali formule di rappresentazione, a differenza di loro, credeva che le sue opere dovessero sempre esprimere significativi temi storici, mitologici, letterari o di altra natura narrativa"
Dal 1850 circa, le tendenze dominanti dell'Inghilterra vittoriana industriale furono in conflitto con i poeti e pittori inglesi che costituivano la Confraternita dei Preraffaelliti, a causa della loro "opposizione alle capacità tecniche senza ispirazione" di natura accademica. I preraffaelliti erano poi influenzati dagli scritti del critico d'arte John Ruskin (1819-1900), che aveva forti convinzioni riguardo al ruolo dell'arte nel contribuire a migliorare la vita delle classi lavoratrici urbane, nelle città industriali della Gran Bretagna in rapida espansione. Il critico d'arte Clement Greenberg descrive la fratellanza preraffaellita come proto-modernista: "I proto-modernisti erano, tra tutti, i preraffaelliti (e anche prima di loro, come proto-proto-modernisti, i Nazareni tedeschi). I preraffaelliti in realtà anticiparono Manet (1832-83), con il quale iniziò definitivamente la pittura modernista. Agirono con insoddisfazione per la pittura del loro tempo, sostenendo che il suo realismo non era abbastanza veritiero." Il razionalismo ebbe poi avversari nei filosofi Søren Kierkegaard (1813–55), e più tardi Friedrich Nietzsche (1844–1900) entrambi con un'influenza significativa sull'esistenzialismo.

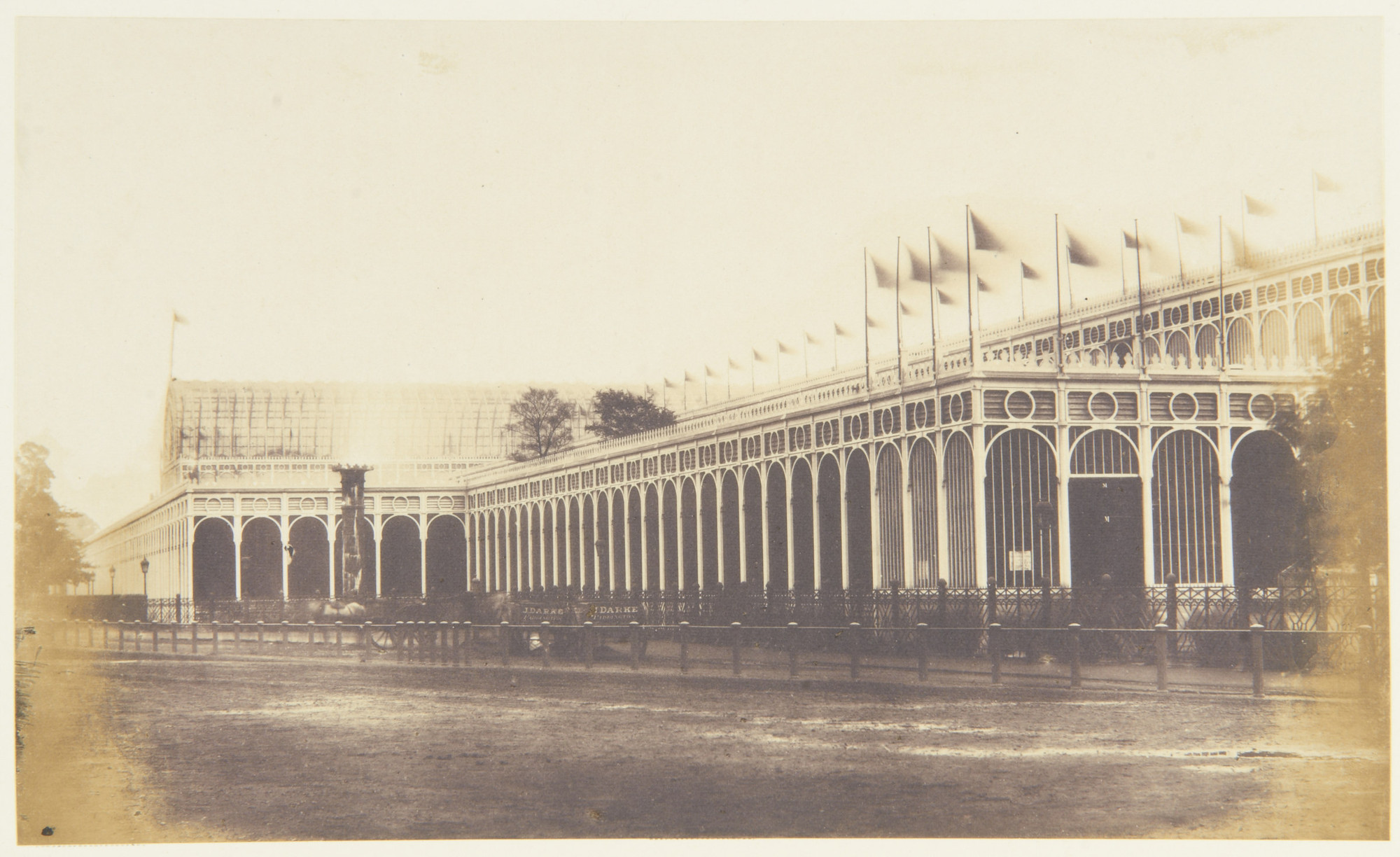
Il Crystal Palace nella versione originale della costruzione (1851).

La rivoluzione industriale andava avanti, e le innovazioni influenti includevano l'industrializzazione a vapore, e in particolare lo sviluppo delle ferrovie, a partire dalla Gran Bretagna negli anni trenta dell'Ottocento, e i successivi progressi in fisica, ingegneria e architettura associati a questo. Un importante risultato di ingegneria del XIX secolo fu il Crystal Palace, l'enorme sala espositiva in ghisa e lastre di vetro costruita per la Grande esposizione delle opere dell'industria di tutte le Nazioni di Londra del 1851. Vetro e ferro vennero usati in uno stile simile nella costruzione dei principali terminal ferroviari di Londra, come la Paddington Station (1854) e la stazione di King's Cross (1852). Questi progressi tecnologici portarono alla costruzione di strutture successive come il Ponte di Brooklyn (1883) e la Torre Eiffel (1889). Queste meraviglie dell'ingegneria hanno modificato radicalmente l'ambiente urbano del XIX secolo e la vita quotidiana delle persone. Le possibilità offerte all'uomo furono poi ampliate con lo sviluppo del telegrafo del 1837 e l'adozione del tempo standard da parte delle compagnie ferroviarie britanniche dal 1845 e nel resto del mondo per i prossimi cinquanta anni.
Ma nonostante i continui progressi tecnologici, l'idea che la storia e la civiltà fossero intrinsecamente progressiste, e che il progresso fosse sempre buono, fu oggetto di una crescente messa in discussione. All'inizio del secolo, il filosofo Arthur Schopenhauer (1788-1860), nel suo Il mondo come volontà e rappresentazione, aveva messo in discussione il precedente ottimismo e le sue idee hanno avuto un'influenza importante sui pensatori successivi, tra cui Nietzsche. Due dei pensatori più significativi della metà del diciannovesimo secolo erano il biologo Charles Darwin (1809–1882) con il suo L'origine delle specie (1859), ed il filosofo ed economista Karl Marx con il suo Il Capitale (1867). La teoria dell'evoluzione di Darwin per selezione naturale ha minato la certezza religiosa e l'idea di unicità umana. In particolare, l'idea che gli esseri umani fossero guidati dagli stessi impulsi di "animali inferiori" si dimostrò difficilmente conciliabile con l'idea di una spiritualità nobilitante. Karl Marx sosteneva che c'erano delle contraddizioni fondamentali all'interno del sistema capitalista e che i lavoratori fossero tutt'altro che liberi.

### Origini e sviluppo nel tardo XIX secolo

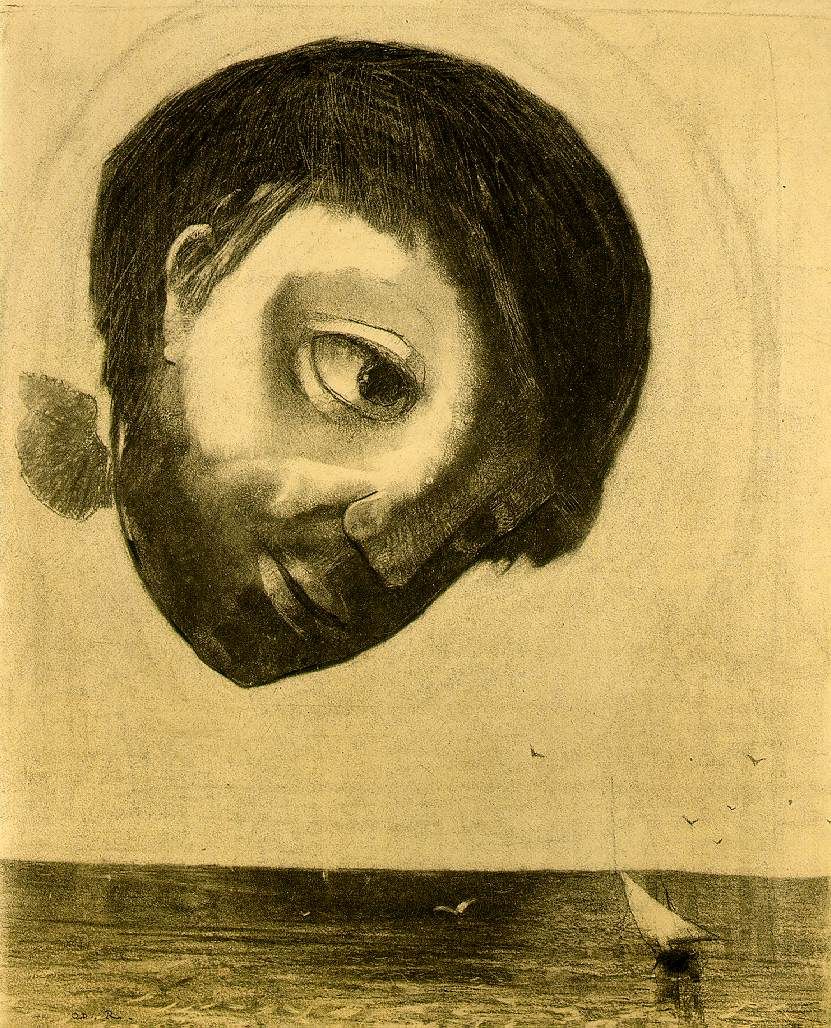
Odilon Redon, Guardian Spirit of the Waters, 1878, conservato all'Art Institute of Chicago

Storici e scrittori di diverse discipline hanno suggerito varie date come punti di partenza per il modernismo. Lo storico William Everdell, ad esempio, sostiene che il modernismo iniziò negli anni settanta dell'Ottocento, quando la continuità metaforica (od ontologica) cominciò a cedere il passo con il matematico Richard Dedekind (1831-1916) e con la termodinamica statistica di Ludwig Boltzmann (1844-1906). Everdell pensa anche che il modernismo in pittura iniziò nel 1885-1886 con il divisionismo di Georges Seurat, e la tecnica pittorica per punti usata per dipingere Una domenica pomeriggio sull'isola della Grande-Jatte. D'altra parte, il critico d'arte visiva Clement Greenberg ha definito Immanuel Kant (1724-1804) "il primo vero modernista", sebbene scrisse anche: "Ciò che può tranquillamente chiamarsi modernismo emerse a metà del secolo scorso - e piuttosto a livello locale, in Francia, con Baudelaire nella letteratura e Manet nella pittura, e forse anche con Flaubert, nella narrativa in prosa. (Fu un po' più tardi, e non così localmente, che il modernismo apparve nella musica e nell'architettura)." I fiori del male di Baudelaire e Madame Bovary di Flaubert furono pubblicati entrambi nella Parigi del 1857.
Due importanti approcci svilupparono separatamente in Francia, nelle arti e nelle lettere, a partire dagli anni sessanta dell'Ottocento. Il primo fu l'impressionismo, una scuola di pittura che inizialmente si concentrava sul lavoro svolto, non negli studi, ma all'aperto (en plein air). I dipinti impressionisti hanno dimostrato che gli esseri umani non vedono oggetti, ma vedono invece la luce stessa. Questa scuola comprendeva numerosi artisti nonostante le divisioni interne tra i suoi principali attori e ha assunse un ruolo sempre più influente. Inizialmente osteggiato dalla più importante mostra commerciale dell'epoca, il Salone di Parigi sponsorizzato dal governo, gli impressionisti organizzarono mostre collettive annuali in sedi commerciali negli anni 1870 e 1880, parallelamente il Salone ufficiale. Un evento significativo fu il Salon des Refusés del 1863, istituito dall'imperatore Napoleone III per esporre tutti i dipinti respinti dal Salone di Parigi, in cui attirò l'attenzione il lavoro di Manet, aprendo del movimento le porte all'attenzione dei collezionisti. La seconda scuola francese fu il simbolismo, che gli storici della letteratura vedono cominciare da Charles Baudelaire (1821-1867), e proseguire con i poeti successivi, Arthur Rimbaud (1854-1891), Paul Verlaine (1844-1896), Stéphane Mallarmé (1842-1898) e Paul Valéry (1871-1945). I simbolisti '"sottolineavano la priorità della suggestione e dell'evocazione sulla descrizione diretta e l'analogia esplicita" e erano particolarmente interessati alle "proprietà musicali del linguaggio". I Cabaret, locali notturni in voga a quell'epoca che diedero i natali a così tante arti del modernismo, tra cui anche gli artisti dell'archeologia del cinema, ebbero inizio in Francia nel 1881 con l'apertura del Le Chat noir di Montmartre.

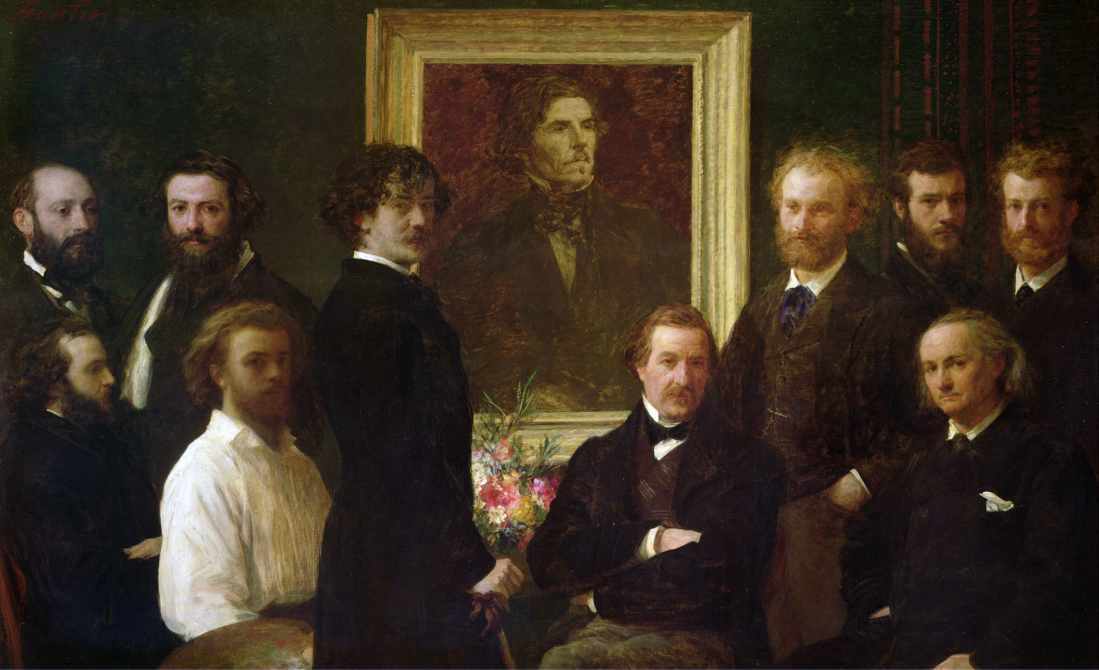
Henri Fantin-Latour, Hommage à Delacroix. Da sinistra, seduti: Louis Edmond Duranty, Henri Fantin-Latour, Jules Champfleury e Charles Baudelaire. Da sinistra, in piedi: Louis Cordier, Alphonse Legros, James Whistler, Édouard Manet, Félix Bracquemond e Albert de Balleroy. Al centro, un ritratto di Eugène Delacroix.

Influenti agli inizi del modernismo furono anche le teorie di Sigmund Freud (1856-1939). Il primo grande lavoro di Freud fu Studi sull'isteria, scritto con Josef Breuer nel 1895. Centrale per il pensiero di Freud è l'idea "del primato dell'inconscio nella vita mentale", che incentra la realtà soggettiva sul gioco delle pulsioni e degli istinti di base, attraverso i quali veniva percepito il mondo esterno. La descrizione degli stati soggettivi implicava un inconscio pieno di impulsi primari, controbilanciati dalle restrizioni auto-imposte derivate dai valori sociali.
Friedrich Nietzsche (1844-1900) fu un altro importante precursore del modernismo, con una filosofia in cui le pulsioni psicologiche, in particolare la "volontà di potenza" (Wille zur Macht), era di fondamentale importanza. Henri Bergson (1859-1941), dall'altra parte, sottolineava la differenza tra tempo scientifico, il tempo dell'orologio e esperienza diretta, soggettiva, umana del tempo. Il suo lavoro sul tempo e sulla coscienza "ha avuto una grande influenza sui romanzieri del ventesimo secolo,"in particolare modo quei modernisti che hanno usato la tecnica del flusso della coscienza, come Dorothy Richardson, James Joyce e Virginia Woolf (1882-1941). Altrettanto importante nella filosofia di Bergson era l'idea di "élan vital", la forza vitale, che "determina l'evoluzione creativa di ogni cosa." La sua filosofia ha anche attribuito un grande valore all'intuizione, senza tuttavia rifiutare l'importanza dell'intelletto.

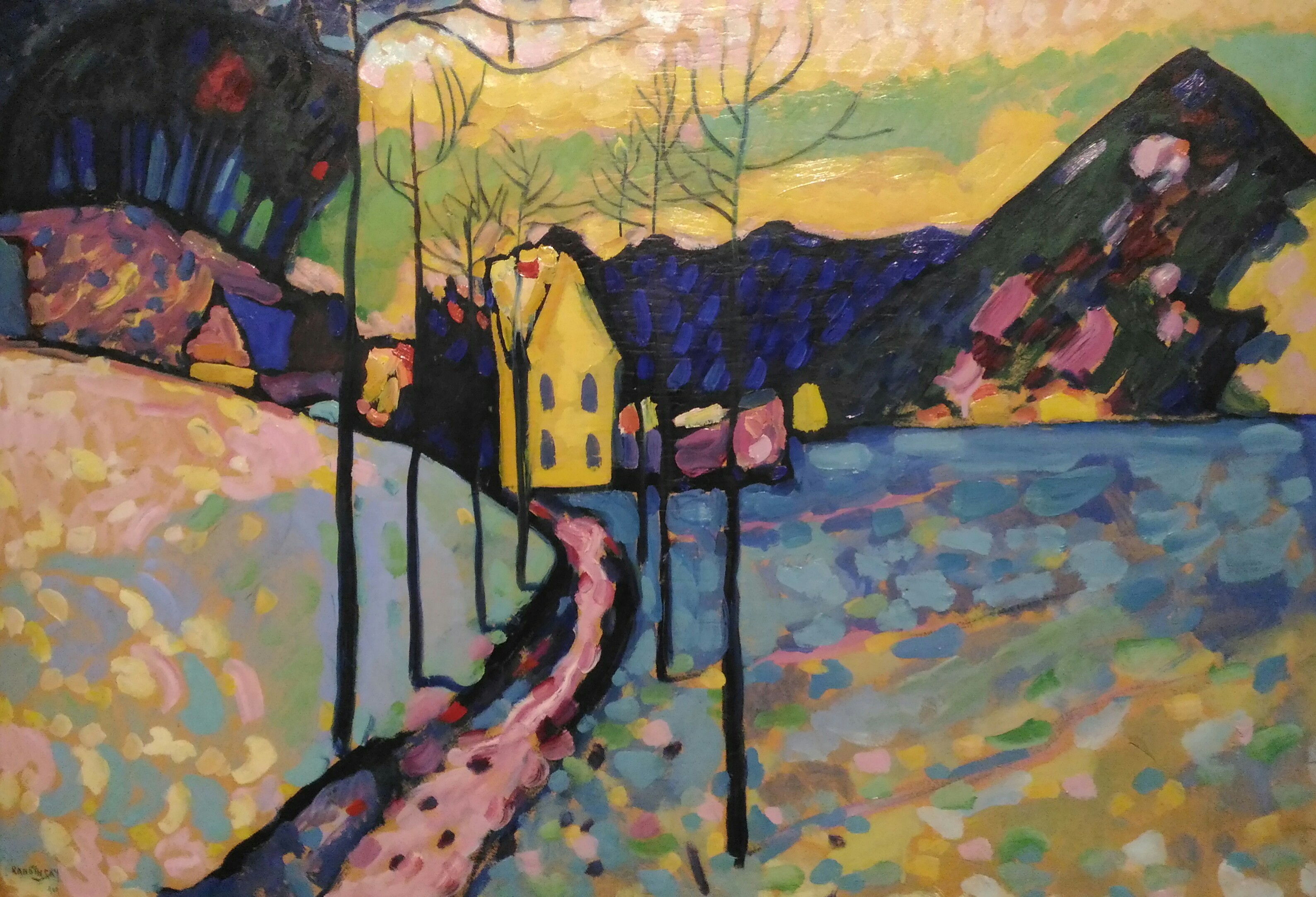
Una delle prime sperimentazioni di Vasilij Kandinskij del 1908

Nel modernismo letterario furono precursori Fëdor Dostoevskij (1821-1881), che scrisse i romanzi Delitto e castigo (1866) e I fratelli Karamazov (1880); Walt Whitman (1819-1892), che pubblicò la raccolta di poesie Foglie d'erba (1855-1891); e August Strindberg (1849-1912), in particolare le sue opere teatrali successive, alla trilogia To Damascus 1898-1901, A Dream Play (1902) e The Ghost Sonata (1907). Anche Henry James fu un precursore significativo con il suo Ritratto di signora (1881). Le prime espressioni moderniste si riscontrano nel 1888 nelle rime e nelle prose di "Azul" del poeta nicaraguense Rubén Darío.
Fuori dalla collisione degli ideali derivati dal romanticismo con il tentativo di trovare una via di conoscenza nuova, arrivò la prima ondata di opere nel primo decennio del XX secolo, che, se da un lato erano considerate dai loro autori come estensioni delle tendenze esistenti nell'arte, dall'altro determinò una frattura con il contratto implicito per cui gli artisti erano gli interpreti e i rappresentanti della cultura e delle idee borghesi. Divennero quindi nuovi punti di riferimento la musica atonale del Second String Quartet di Arnold Schönberg del 1908, la pittura espressionista di Vasilij Kandinskij iniziata nel 1903 e culminata con la sua prima pittura astratta e la fondazione del gruppo Der Blaue Reiter a Monaco di Baviera nel 1911, i Fauves e le invenzioni del cubismo partiti dagli studi di Henri Matisse, Pablo Picasso, Georges Braque e altri, negli anni tra il 1900 e il 1910.

### Tra gli anni dieci e trenta del Novecento

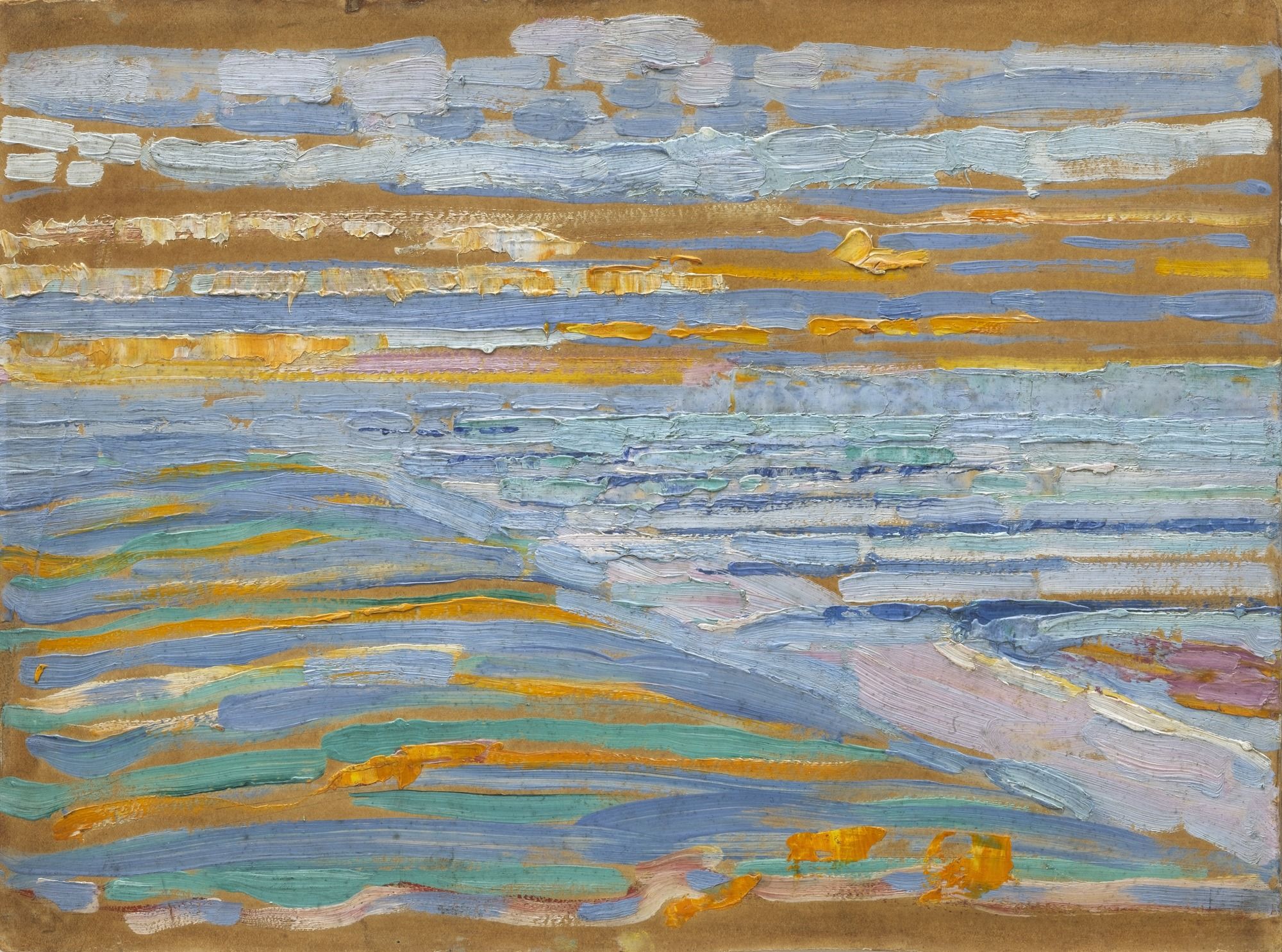
Piet Mondrian, Vista dalle dune con spiaggia e moli, Domburg, 1909 (Gezicht op strand en pier vanaf de duinen, Domburg 1909), 1909, olio e matita su cartoncino, Museum of Modern Art, New York.

Un aspetto importante del modernismo è il modo in cui si relaziona con la tradizione attraverso l'adozione di tecniche come la ripresa, l'incorporazione, la riscrittura, la ricapitolazione, la revisione e la parodia nel creare nuove forme.
T. S. Eliot fece commenti significativi sulla relazione tra l'artista e la tradizione, sostenendo che "spesso scopriremo che non solo le parti migliori, ma anche le parti più individuali dell'opera [di un poeta], possono essere quelle in cui i poeti morti, i suoi antenati, affermano la loro immortalità con più vigore". Tuttavia, il rapporto tra modernismo e tradizione era complesso, come afferma lo studioso letterario Peter Childs "C'erano tendenze paradossali se non opposte verso posizioni rivoluzionarie e reazionarie, paura del nuovo e delizia per la scomparsa del vecchio, nichilismo e entusiasmo fanatico, creatività e disperazione".
Un esempio di come l'arte modernista possa essere sia rivoluzionaria che legata alla tradizione passata, è la musica del compositore Arnold Schönberg. Da un lato Schönberg rifiutava l'armonia tonale tradizionale, il sistema gerarchico di organizzazione delle opere musicali che aveva guidato la produzione musicale per almeno un secolo e mezzo. Credeva di aver scoperto un modo completamente nuovo di organizzare il suono, basato sull'uso della dodecafonia. Eppure, mentre questo era davvero del tutto nuovo, le sue origini possono esser fatte risalire al lavoro di compositori precedenti, come Franz Liszt, Richard Wagner, Gustav Mahler, Richard Strauss e Max Reger. Inoltre, va notato che Schönberg ha scritto anche musica tonale per tutta la sua carriera.

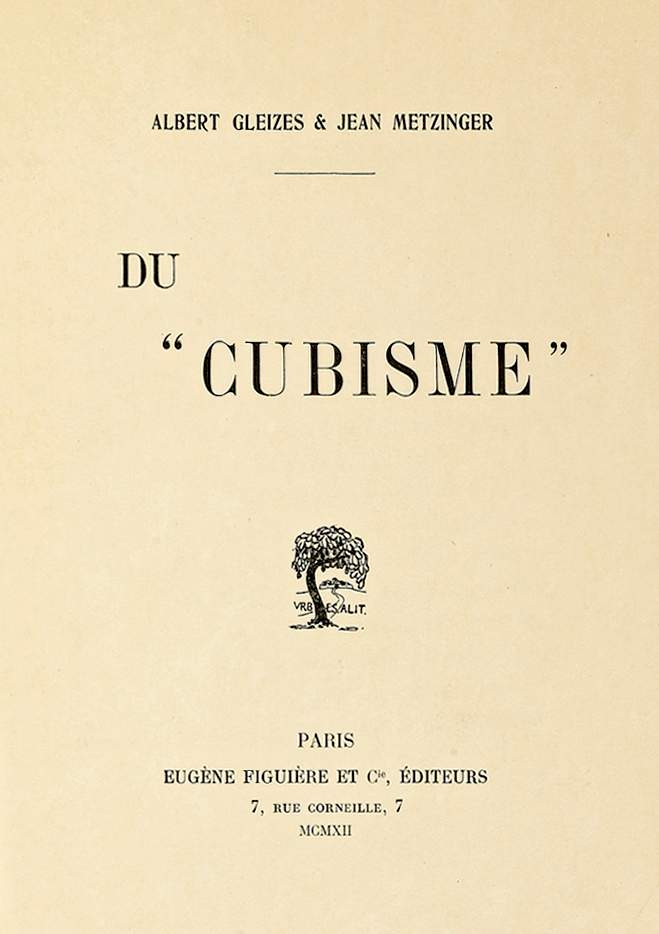
Copertina di Du "Cubisme", 1912, di Albert Gleizes e Jean Metzinger, pubblicato da Eugène Figuière Éditeurs

Nel mondo dell'arte, nel primo decennio del XX secolo, giovani pittori come Pablo Picasso e Henri Matisse furono determinanti nell'instaurare il loro rifiuto della prospettiva tradizionale come mezzo per strutturare i dipinti, sebbene l'impressionista Claude Monet avesse già apportato delle innovazioni. Nel 1907, mentre Picasso dipingeva Les demoiselles d'Avignon, Oskar Kokoschka scriveva Mörder, Hoffnung der Frauen, il primo dramma espressionista (che fece scandalo nel 1909), e Arnold Schönberg stava componendo il suo Quartetto d'archi N° 2 in Fa diesis minore (1908), la sua prima composizione senza un centro tonale.
Un passaggio fondamentale che portò al cubismo fu la rappresentazione della forma tridimensionale negli ultimi lavori di Paul Cézanne, che vennero esposti in una retrospettiva al Salon d'Automne del 1907. Nell'opera d'arte cubista, gli oggetti vengono analizzati, suddivisi e riassemblati in una forma astratta; invece di rappresentare oggetti da un punto di vista, l'artista descrive il soggetto da una moltitudine di punti di vista per rappresentare il soggetto in un contesto più ampio. Il cubismo fu portato all'attenzione del pubblico generalista per la prima volta nel 1911 al Salon des Indépendants tenutosi a Parigi dal 21 aprile al 13 giugno. Jean Metzinger, Albert Gleizes, Henri Le Fauconnier, Robert Delaunay, Fernand Léger e Roger de La Fresnaye furono presentati assieme nella sala 41, provocando uno "scandalo" dal quale il cubismo è emerso e si è diffuso in tutta Parigi e oltre. Sempre nel 1911, Kandinskij dipinse Bild mit Kreis (Immagine con un cerchio), che in seguito chiamò la prima pittura astratta. Nel 1912, Metzinger e Gleizes scrissero il primo (e unico) manifesto cubista maggiore, Du "Cubisme", pubblicato in tempo per il Salon de la Section d'Or, la più grande mostra cubista mai realizzata. Nel 1912 Metzinger dipinse ed esibì la sua incantevole La Femme au Cheval (Donna con un cavallo) e Danseuse au Café (Danzatrice in un Caffè). Albert Gleizes dipinse ed esibì i suoi Les Baigneuses (Le bagnanti) e il suo monumentale Le Dépiquage des Moissons. Questo lavoro, insieme a La Ville de Paris (Città di Parigi) di Robert Delaunay, fu il più grande e ambizioso dipinto cubista intrapreso durante il periodo cubista prebellico.

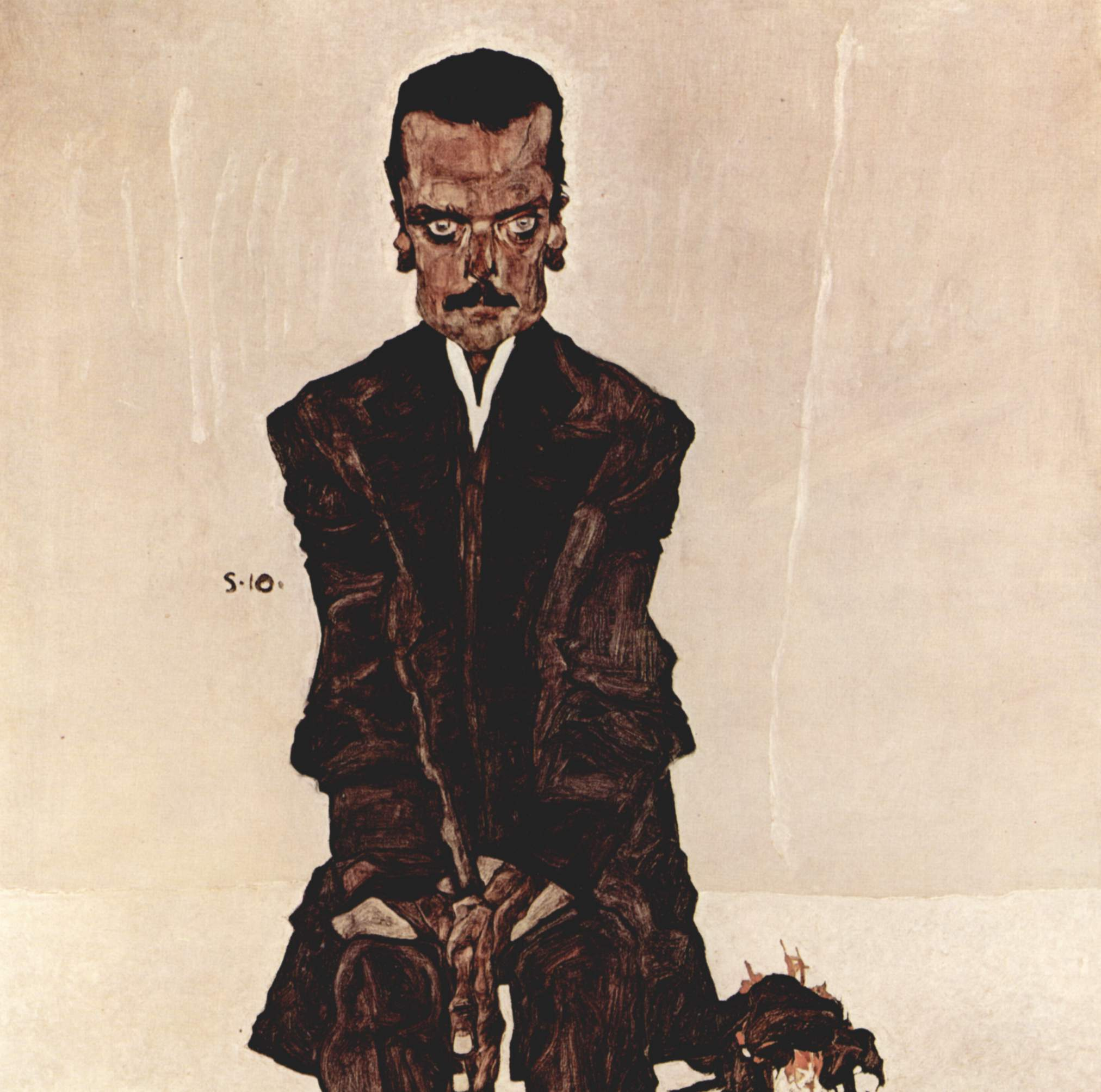
Ritratto di Eduard Kosmack (1910) di Egon Schiele

Nel 1905 un gruppo di quattro artisti tedeschi, guidati da Ernst Ludwig Kirchner, formò Die Brücke (il Ponte) nella città di Dresda. Questa fu probabilmente l'organizzazione fondatrice del movimento espressionista tedesco, sebbene non usassero questa parola per autodefinirsi. Pochi anni dopo, nel 1911, un gruppo di giovani artisti con idee simili formò Der Blaue Reiter ("Il cavaliere azzurro") a Monaco. Il nome deriva dal dipinto Der Blaue Reiter di Vasilij Kandinskij del 1903. Tra i loro membri c'erano Kandinskij, Franz Marc, Paul Klee e August Macke. Tuttavia, il termine "espressionismo" non venne utilizzato molto fino al 1913, e seppur partito soprattutto come movimento artistico tedesco attivo soprattutto nella pittura, nella poesia e nel teatro tra il 1910 e il 1930, la maggior parte dei nomi che precorsero il movimento non furono tedeschi. Inoltre, ci furono scrittori espressionisti di prosa, così come scrittori espressionisti di lingua non tedesca, e, mentre il movimento, in Germania, andò scomparendo negli anni trenta con l'ascesa di Adolf Hitler, ci furono comunque opere espressioniste successive a quegli anni.

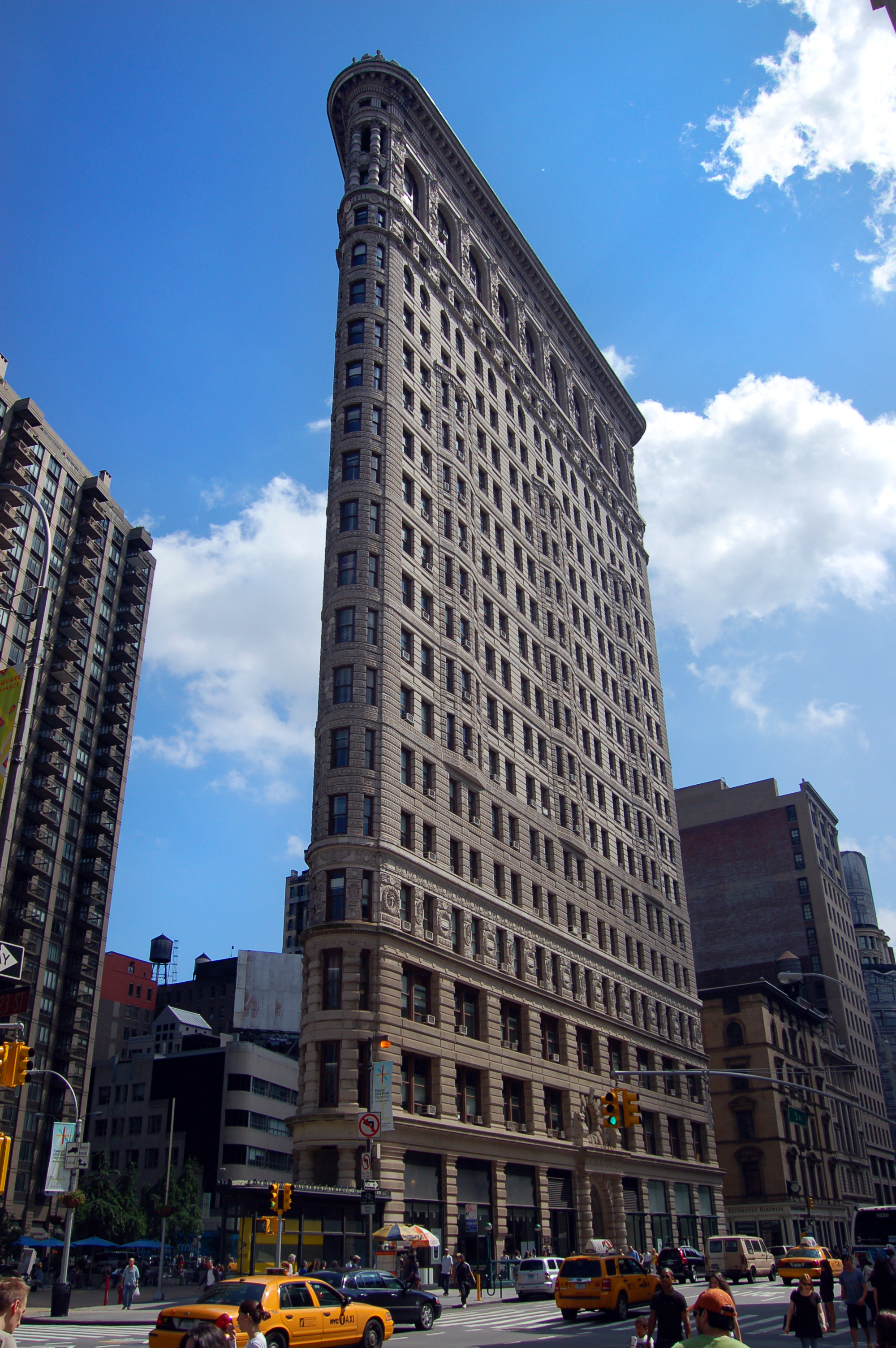
Il Flatiron Building di Manhattan, New York City, un innovativo grattacielo del 1902.

L'espressionismo è notoriamente difficile da definire, in parte perché "si sovrappone ad altri principali "ismi" del periodo modernista: con il futurismo, il vorticismo, il cubismo, il surrealismo e il dadaismo". Richard Murphy scrisse: "la ricerca di una definizione omnicomprensiva è problematica nella misura in cui gli espressionisti più complessi" come il romanziere Franz Kafka, il poeta Gottfried Benn e il romanziere Alfred Döblin sono stati contemporaneamente i più fervidi anti-espressionisti. Ciò che, tuttavia, si può dire, è che si trattò di un movimento sviluppatosi all'inizio del XX secolo principalmente in Germania in reazione all'effetto disumanizzante dell'industrializzazione e dell'urbanizzazione, e che "uno dei mezzi centrali con cui l'espressionismo identifica se stesso come un movimento d'avanguardia, e con il quale segna la sua distanza dalle tradizioni e dall'istituzione culturale nel suo insieme è attraverso il suo rapporto con il realismo e le convenzioni dominanti della rappresentazione". Gli espressionisti respinsero quindi l'ideologia dominante del realismo.
Un movimento espressionista tedesco di teatro era particolarmente attivo nei primi del Novecento, di cui Georg Kaiser ed Ernst Toller erano i più famosi drammaturghi. Altri illustri drammaturghi espressionisti erano poi Reinhard Sorge, Walter Hasenclever, Hans Henny Jahnn e Arnolt Bronnen. Questi autori guardavano al drammaturgo svedese August Strindberg ed all'attore e drammaturgo tedesco Frank Wedekind come precursori dei loro esperimenti drammaturgici. L'Assassino, speranza delle donne di Oskar Kokoschka, è considerata la prima drammaturgia espressionista per il teatro e fu messa in scena il 4 luglio 1909 a Vienna. L'estrema semplificazione dei personaggi ai tipi mitici, gli effetti corali, il dialogo declamatorio e l'accrescimento dell'intensità diverrebbero caratteristiche delle successive rappresentazioni espressioniste. La prima opera a pieno titolo dell'espressionismo fu Il figlio di Walter Hasenclever, pubblicata nel 1914 e presentata per la prima volta nel 1916.

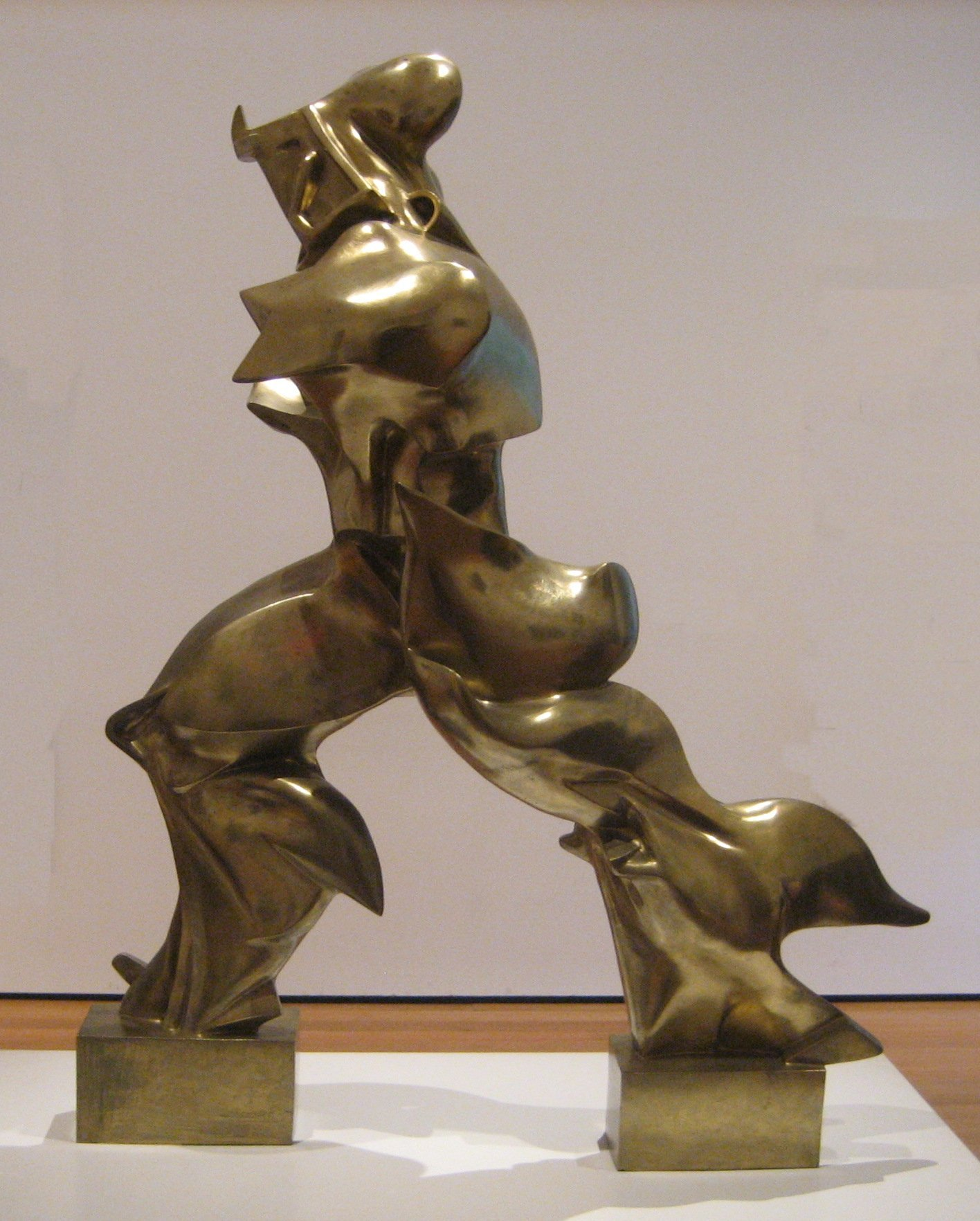
Forme uniche della continuità nello spazio (1913) di Umberto Boccioni, MoMA, New York.

Un altro movimento modernista è il futurismo. Nel 1909, il quotidiano parigino Le Figaro pubblicò il primo manifesto di Filippo Tommaso Marinetti. Poco dopo un gruppo di pittori, tra cui Giacomo Balla, Umberto Boccioni, Carlo Carrà, Luigi Russolo e Gino Severini, firmarono il Manifesto del Futurismo. Modellato sul famoso "Manifesto del Partito Comunista" di Karl Marx e Friedrich Engels (1848), tali manifesti proponevano idee che hanno lo scopo di provocare e raccogliere seguaci. Tuttavia, gli argomenti a favore della pittura geometrica o puramente astratta erano, in questo momento, in gran parte limitati a "piccole riviste" che avevano solo poca circolazione. Il primitivismo modernista e il pessimismo erano controversi, e il mainstream nel primo decennio del XX secolo era ancora incline a una fede nel progresso e all'ottimismo liberale.
Gli artisti astratti, prendendo come esempi gli impressionisti, così come Paul Cézanne (1839-1906) e Edvard Munch (1863-1944), iniziarono con l'assunto che il colore e la forma, non la rappresentazione del mondo naturale, formassero le caratteristiche essenziali dell'arte. L'arte occidentale era stata, dal Rinascimento fino alla metà del
XIX secolo, sostenuta dalla logica della prospettiva e un tentativo di riprodurre un'illusione di realtà. Le arti di culture diverse da quella europea divennero accessibili a tutti, mostrando modi alternativi di descrivere l'esperienza visiva all'artista. Alla fine del XIX secolo molti artisti sentirono il bisogno di creare un nuovo tipo di arte che comprendesse i cambiamenti fondamentali che stavano avvenendo in tecnologia, scienza e filosofia. Le fonti da cui i singoli artisti trassero le loro argomentazioni teoriche erano le più disparate e riflettevano le preoccupazioni sociali e intellettuali in tutte le aree della cultura occidentale di allora. Vasilij Kandinskij, Piet Mondrian e Kazimir Malevič credevano tutti nella ridefinizione dell'arte come disposizione del colore puro. La diffusione della fotografia, che aveva reso perlopiù obsoleta la funzione di rappresentazione dell'arte visiva, influenzò fortemente questo aspetto del modernismo.

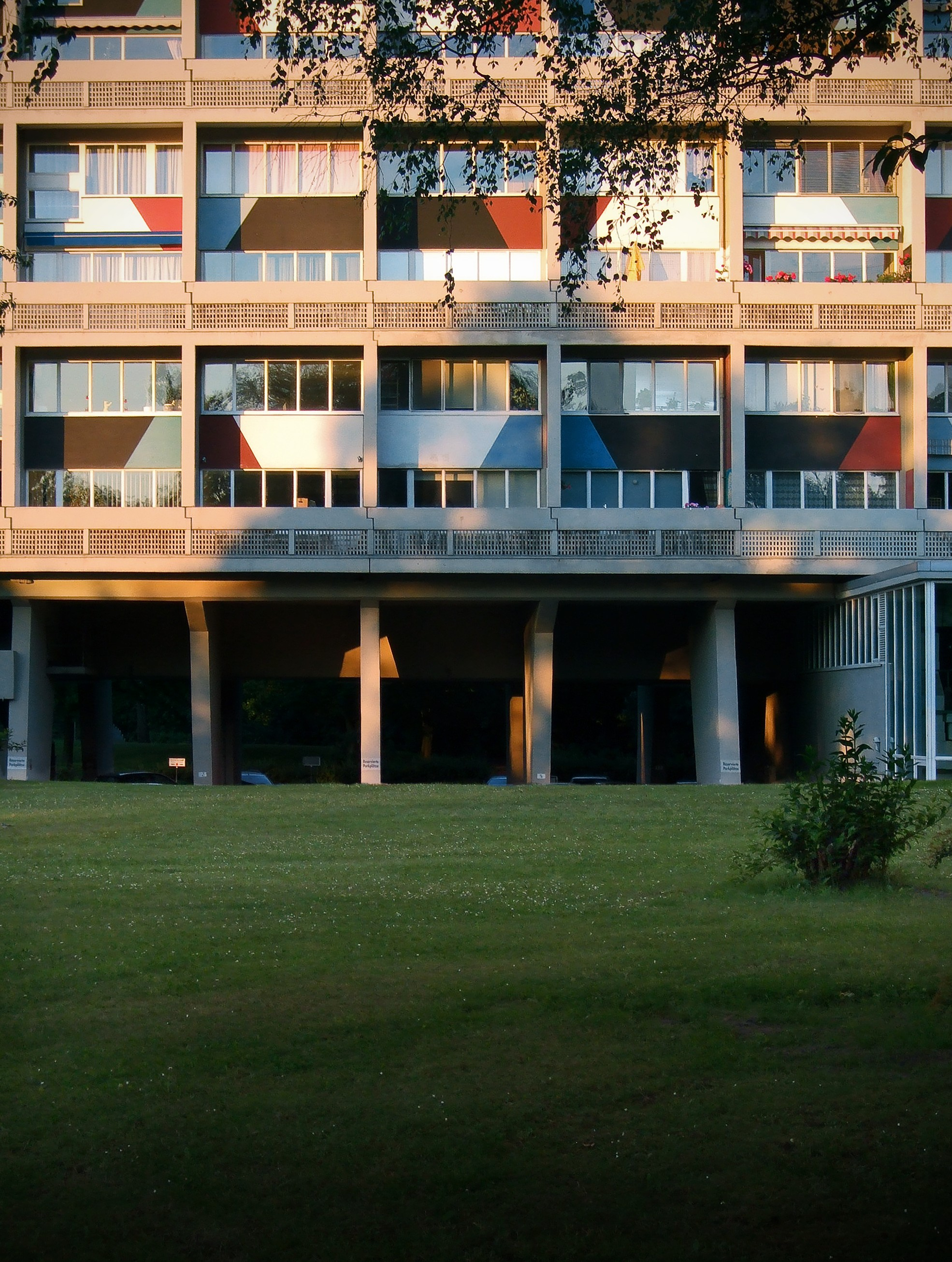
L'Unité d'Habitation Corbusierhaus di Charlottenburg-Wilmersdorf, a Berlino, realizzata da Le Corbusier

Architetti e designer modernisti, come Frank Lloyd Wright e Le Corbusier, credevano che la nuova tecnologia rendesse obsoleti i vecchi stili di costruzione. Le Corbusier pensava che gli edifici dovessero funzionare come "macchine per vivere", analogamente alle automobili, che vedeva come macchine per viaggiare. Proprio come le auto avevano sostituito il cavallo, così il design modernista dovrebbe rifiutare i vecchi stili e strutture ereditati dalla Grecia antica o dal Medioevo. Seguendo questa estetica della macchina, i designer modernisti generalmente rifiutarono i motivi decorativi nel design, preferendo enfatizzare i materiali usati e le forme geometriche pure. Il grattacielo è l'archetipo dell'edificio modernista, e il Wainwright Building, un edificio per uffici di 10 piani costruito nel 1890-91, a Saint Louis, nel Missouri, fu tra i primi grattacieli al mondo. Il Seagram Building di Ludwig Mies van der Rohe a New York (1956-1958) è spesso considerato il culmine di questa tipologia di architettura modernista. Molti aspetti del design modernista persistono ancora nella corrente principale dell'architettura contemporanea, sebbene il precedente dogmatismo abbia lasciato il posto a un uso più scherzoso della decorazione, della citazione storica e del dramma spaziale.
Nel 1913 - che fu l'anno delle idee del filosofo Edmund Husserl, dell'atomo quantizzato del fisico Niels Bohr, della fondazione dell'imagismo di Ezra Pound, dell'Armory Show di New York, e a San Pietroburgo la "prima dell'opera futurista" Vittoria sul Sole di Mihail Vasil'evič Matjušin - un altro compositore russo, Igor' Stravinskij, compose La sagra della primavera, un balletto che descrive il sacrificio umano, e ha uno spartito musicale pieno di dissonanze e ritmiche primitive, causando scalpore alla sua prima esibizione a parigina. A quel tempo, sebbene il modernismo fosse ancora "progressista", vedeva sempre di più le forme tradizionali e le disposizioni sociali come ostacoli al progresso, guardando contemporaneamente all'artista sempre più come un rivoluzionario, impegnato a rovesciare piuttosto che illuminare la società. Sempre nel 1913, in Francia, si verificò un evento meno violento con la pubblicazione del primo volume della importante sequenza di romanzi di Marcel Proust Alla ricerca del tempo perduto (À la recherche du temps perdu, 1913-1927). Questo è spesso presentato come un primo esempio di utilizzo della tecnica del flusso di coscienza, anche se, secondo Robert Humphrey, la tecnica utilizzata da Proust "riguarda solo l'aspetto reminiscente della coscienza" e che "stava deliberatamente ricatturando il passato allo scopo di comunicarlo, quindi non scrisse un vero romanzo di stream-of-consciousness".

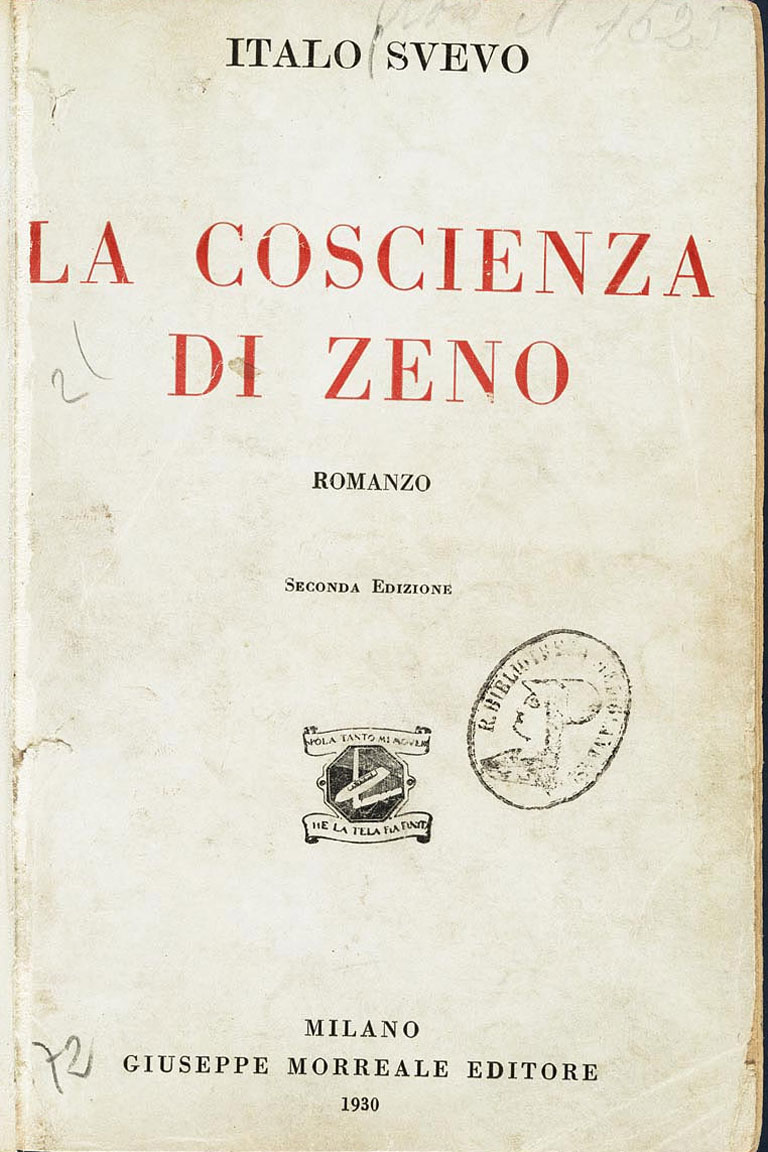
La coscienza di Zeno (1923) di Italo Svevo nell'edizione del 1930

Il flusso di coscienza era un'importante innovazione letteraria modernista, e secondo molti addetti ai lavori Arthur Schnitzler (1862-1931) fu il primo a farne pieno uso nel suo racconto Nessuno tranne i coraggiosi (Leutnant Gustl, 1900). Dorothy Richardson fu la prima scrittrice inglese a utilizzarlo, nei primi volumi della sua serie di romanzi Pilgrimage (1915-67). Tra gli altri romanzieri modernisti associati all'uso di questa tecnica narrativa vi sono James Joyce con il suo Ulisse (Ulysses, 1922) e Italo Svevo con La coscienza di Zeno del 1923.
Con l'avvento della Grande guerra del 1914-18 e della rivoluzione russa del 1917, tuttavia il mondo cambiò drasticamente e il dubbio rigettò le credenze e le istituzioni del passato. Il fallimento del precedente status quo sembrava ovvio per una generazione che aveva visto milioni di persone morire combattendo per un brandello di terra: prima del 1914 si sosteneva che nessuno avrebbe combattuto una simile guerra, dal momento che il costo era troppo alto. La nascita di un'era della macchina che aveva apportato importanti cambiamenti nelle condizioni della vita quotidiana nel XIX secolo, aveva radicalmente cambiato anche la natura della guerra. La natura traumatica di quell'esperienza trasformò gli assunti di base: la rappresentazione realistica della vita nelle arti sembrava inadeguata di fronte alla natura fantasticamente surreale della guerra di trincea. La visione che la storia dell'umanità fosse legata ad un costante progresso morale ora sembrava ridicola di fronte al massacro insensato, descritto in opere come il romanzo Niente di nuovo sul fronte occidentale (1929) di Erich Maria Remarque. Pertanto la visione della realtà del modernismo, che era stata un gusto minoritario prima della guerra, divenne più di dominio pubblico negli anni venti.
Nella letteratura e nell'arte visiva alcuni modernisti cercavano di sfidare le aspettative principalmente per rendere la loro arte più vivida o per costringere il pubblico a prendersi la briga di mettere in discussione i propri preconcetti. Questo aspetto del modernismo è spesso sembrato una reazione alla cultura del consumismo, sviluppata in Europa e nell'America Settentrionale alla fine del XIX secolo. Mentre la maggior parte dei creativi cerca di realizzare prodotti che possano essere commercializzati facendo appello a preferenze e pregiudizi, i modernisti respingono tali atteggiamenti consumistici al fine di indebolire il pensiero convenzionale. Il critico d'arte Clement Greenberg espose questa teoria del modernismo nel suo saggio Avant-Garde and Kitsch. Greenberg ha etichettato i prodotti della cultura del consumo "kitsch", perché il loro design mirava semplicemente ad avere il massimo appeal, eliminando tutte le caratteristiche legate alla complessità. Per Greenberg, il modernismo costituì quindi una reazione contro lo sviluppo di esempi della moderna cultura del consumo come la popular music commerciale, Hollywood e la pubblicità. Greenberg ha associato questo con il rifiuto rivoluzionario del capitalismo.

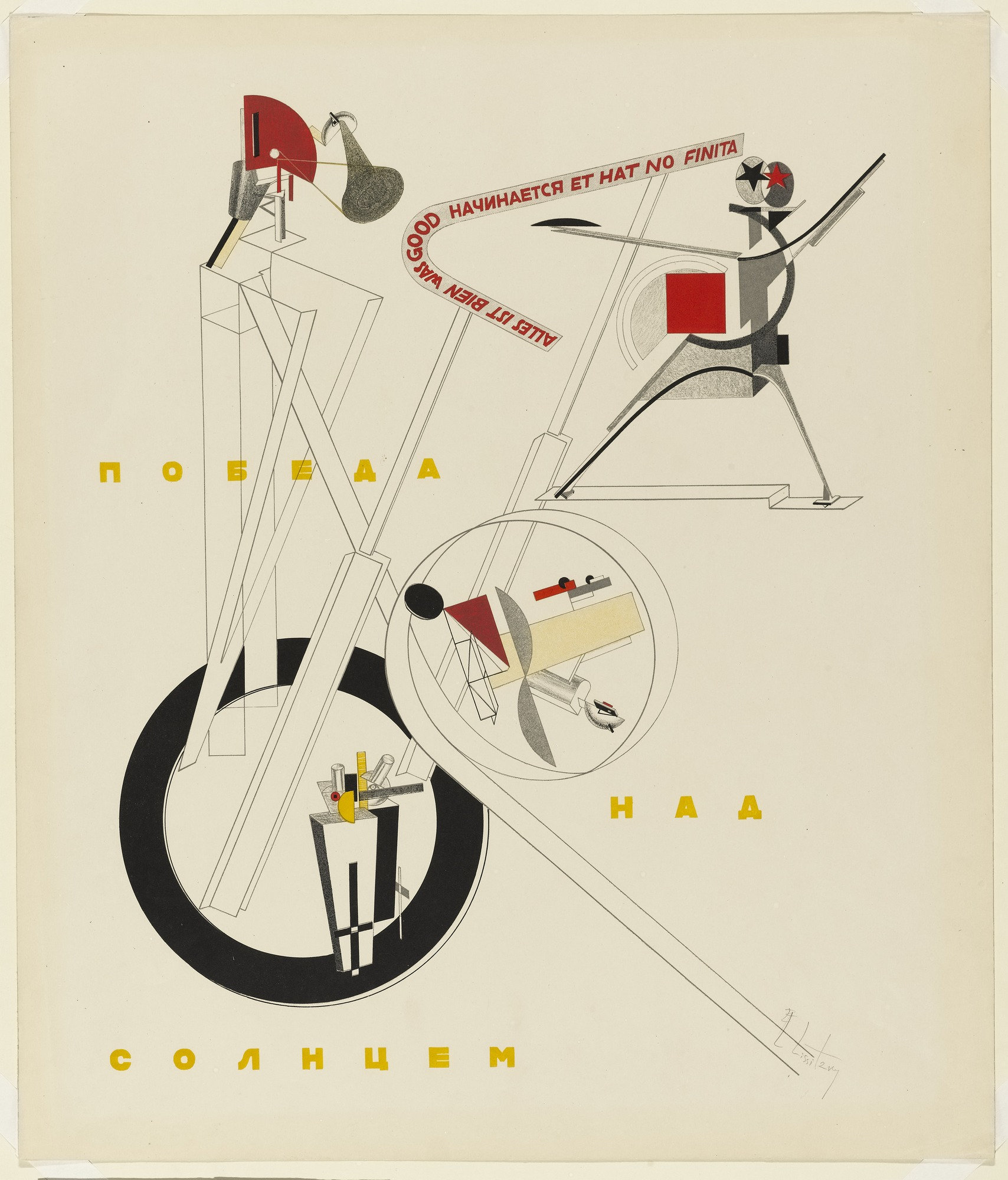
Locandina per il dramma Vittoria sul Sole (1913) realizzata da El Lissitzky

Alcuni modernisti si consideravano parte di una cultura rivoluzionaria che includeva la rivoluzione politica. In Russia, dopo la Rivoluzione del 1917, iniziò in effetti un fiorire di attività culturali d'avanguardia, tra cui il futurismo russo. Tuttavia, altri rifiutarono la politica convenzionale e le convenzioni artistiche, ritenendo che una rivoluzione della coscienza politica avesse maggiore importanza di un cambiamento nelle strutture politiche. Ma molti modernisti si consideravano apolitici. Altri, come T. S. Eliot, respinsero la cultura popolare di massa da una posizione conservatrice. Alcuni addirittura sostengono che il modernismo nella letteratura e nell'arte funzionasse per sostenere una cultura d'élite che escludeva la maggioranza della popolazione.
Il surrealismo, che ebbe origine nei primi anni 1920, venne considerato dal pubblico come la forma più estrema del modernismo, o "l'avanguardia del Modernismo". La parola "surrealista" fu coniata da Guillaume Apollinaire e apparve per la prima volta nella prefazione al suo dramma Le mammelle di Tiresia, scritto nel 1903 e eseguito per la prima volta nel 1917. I maggiori surrealisti furono Paul Éluard, Robert Desnos, Max Ernst, Hans Arp, Antonin Artaud, Raymond Queneau.
Nel 1930, il modernismo aveva conquistato un posto nei palazzi del potere, incluso l'establishment politico e artistico, sebbene a quel tempo lo stesso modernismo fosse già cambiato.

### Il modernismo tra il 1930 ed il 1945

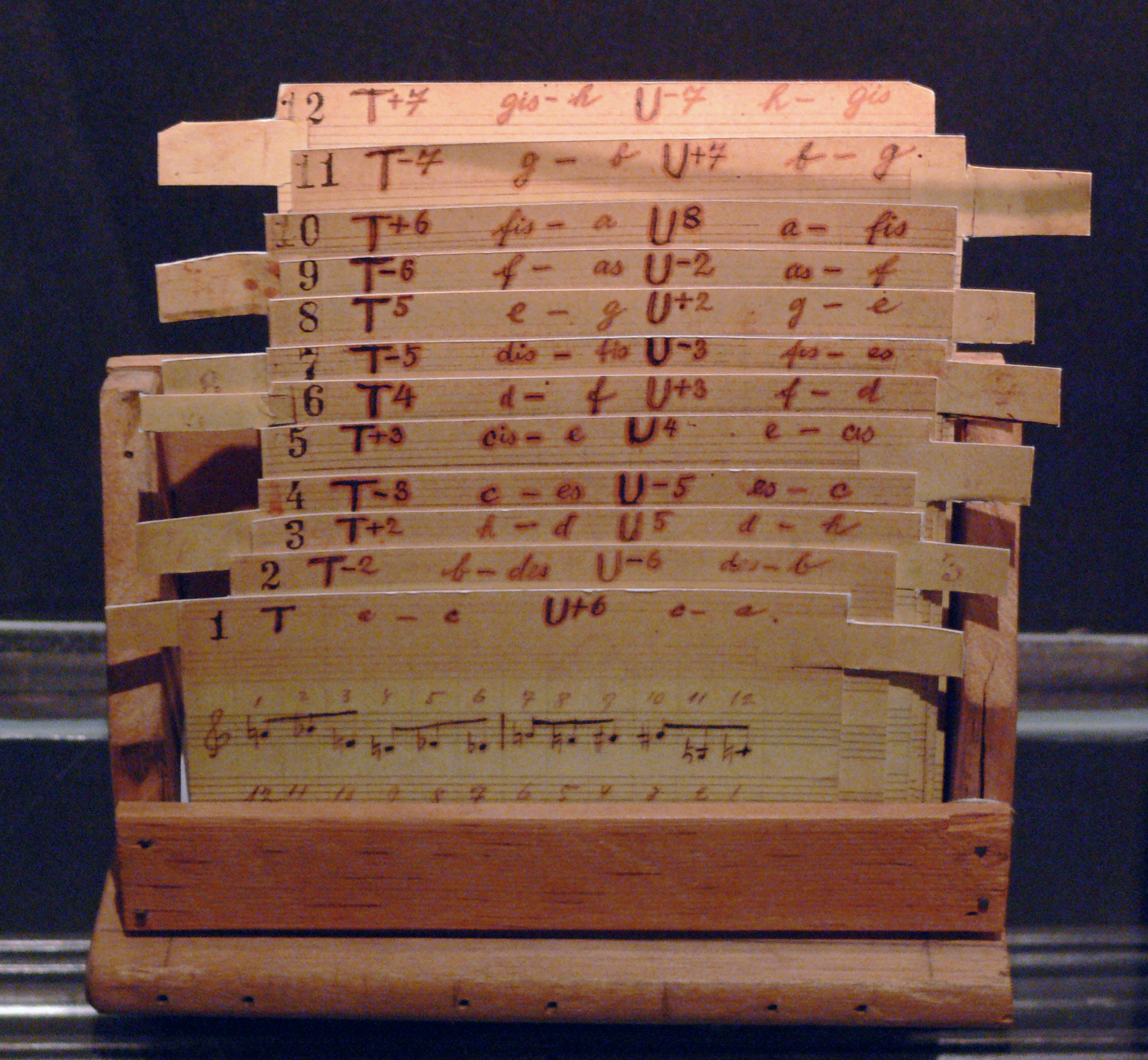
Haus der Musik, Vienna. Manoscritto dell'opera Moses und Aron di Arnold Schönberg

Il modernismo negli anni trenta continuò a rinnovarsi. Tra il 1930 e il 1932 il compositore Arnold Schönberg lavorò a Moses und Aron, una delle prime opere a usare la tecnica a dodecafonica, Pablo Picasso dipinse nel 1937 Guernica, la sua condanna cubista al fascismo, mentre James Joyce nel 1939 spinse più in là i confini del romanzo moderno con Finnegans Wake. Anche nel 1930 il modernismo iniziò ad influenzare la cultura mainstream, tanto che, per esempio, la rivista The New Yorker pubblicò in quegli anni i lavori influenzati dal modernismo, da giovani scrittori e umoristi come Dorothy Parker, Robert Benchley, Elwyn Brooks White, Sidney Joseph Perelman e James Thurber. Perelman è molto stimato per i suoi racconti umoristici che ha pubblicato sulle riviste degli anni trenta e quaranta, più spesso nel New Yorker, che sono considerati i primi esempi di Umorismo surreale in America. Le idee moderne dell'arte cominciarono anche ad apparire più frequentemente negli spot e nei loghi, un primo esempio del quale, dal 1916, è il famoso logo metropolitana di Londra disegnato da Edward Johnston.
Uno dei cambiamenti più visibili di questo periodo nell'Europa occidentale e nel Nord America, fu l'adozione di nuove tecnologie nella vita quotidiana delle persone comuni. L'elettricità, il telefono, la radio, l'automobile - e la necessità da queste create, come ripararli e conviverci - hanno creato un forte cambiamento sociale. Il tipo di momento disgregativo legato alle telecomunicazioni che solo pochi conoscevano negli anni ottanta del secolo precedente, divenne un evento comune. Ad esempio, la velocità di comunicazione riservata agli agenti di borsa del 1890 divenne parte della vita familiare, almeno nella classe media del Nord America. Associati all'urbanizzazione e al cambiamento dei costumi sociali, anche le famiglie più piccole e le relazioni tra genitori e figli cambiarono.

Logo metropolitana di Londra progettato da Edward Johnston.

Un'altra forte influenza in questo momento era il marxismo. Dopo l'aspetto generalmente primitivistico/irrazionalista del modernismo pre-Grande Guerra, che per molti modernisti precludeva qualsiasi attaccamento a soluzioni meramente politiche, e il neoclassicismo degli anni venti, con i suoi rappresentanti più famoso da T.S. Eliot ed Igor' Stravinskij, che rifiutava soluzioni popolari per problemi moderni, l'ascesa del fascismo, la grande depressione e i nuovi venti di guerra, contribuirono a radicalizzare una generazione. Bertolt Brecht, W. H. Auden, André Breton, Louis Aragon e i filosofi Antonio Gramsci e Walter Benjamin sono forse i più famosi esponenti di questa forma modernista del marxismo. C'erano, tuttavia, anche modernisti dichiaratamente di "destra", tra cui Salvador Dalí, Wyndham Lewis, T. S. Eliot, Ezra Pound, l'autore olandese Menno ter Braak ed altri.
Significative opere letterarie moderniste continuarono a essere create negli anni venti e trenta, inclusi ulteriori romanzi di Marcel Proust, Virginia Woolf, Robert Musil e Dorothy Richardson. La carriera del drammaturgo modernista americano Eugene O'Neill iniziò nel 1914, ma i suoi lavori più importanti apparvero negli anni venti, trenta e primi anni quaranta. Altri due importanti drammaturghi modernisti che scrissero negli anni venti e trenta furono Bertolt Brecht e Federico García Lorca. L'amante di Lady Chatterley di D. H. Lawrence, fu pubblicata privatamente nel 1928, mentre un altro importante punto di riferimento per la storia del romanzo moderno arrivò con la pubblicazione di L'urlo e il furore di William Faulkner nel 1929. Negli anni trenta, oltre a ulteriori importanti lavori di Faulkner, Samuel Beckett pubblicò la sua prima opera importante, il romanzo Murphy (1938). Poi nel 1939 apparve Finnegans Wake di James Joyce. Questo è scritto perlopiù in un linguaggio idiosincratico, costituito da una miscela di elementi lessicali inglesi, neologismi multilinguistici, Calembour e parola macedonia, tentando di ricreare l'esperienza del sonno e dei sogni. Nella poesia T. S. Eliot, E. E. Cummings e Wallace Stevens scrissero dagli anni venti fino agli anni cinquanta. Mentre, se la poesia modernista in lingua inglese è spesso vista come un fenomeno americano, con esponenti di spicco tra cui Ezra Pound, T.S. Eliot, Marianne Moore, William Carlos Williams, Hilda Doolittle e Louis Zukofsky, è anche vero che ci furono importanti poeti modernisti britannici, tra cui David Jones, Hugh MacDiarmid, Basil Bunting e Wystan Hugh Auden. I poeti modernisti europei comprendono Federico García Lorca, Anna Akhmatova, Constantine Cavafy e Paul Valéry.

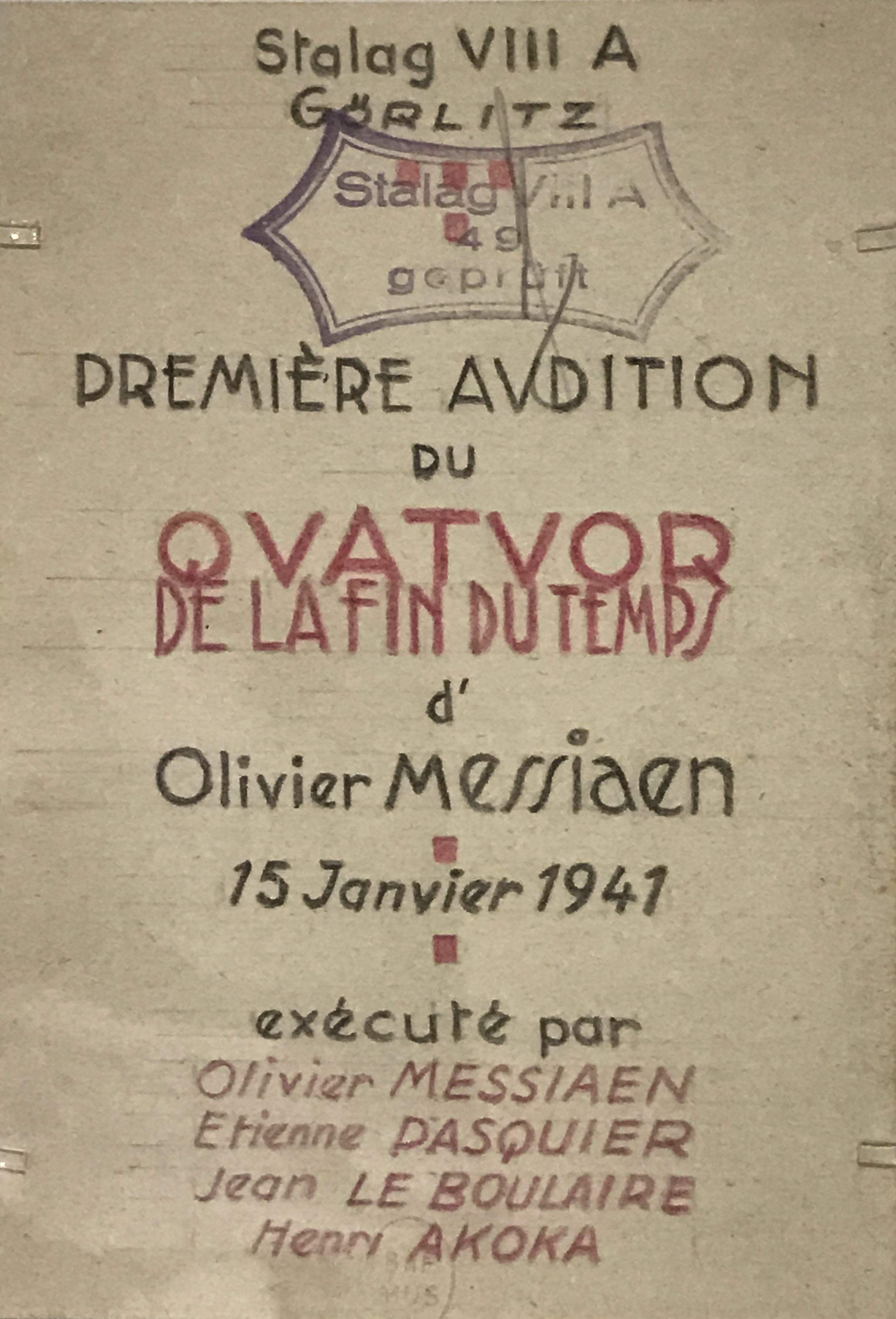
Invito per la prima di Quatuor pour la fin du temps di Olivier Messiaen del 15 gennaio 1941

Nello stesso periodo nella Russia sovietica, venne prodotta l'opera del compositore Dmitrij Šostakovič (1906-1975) Il naso che fu rappresentata per la prima volta nel 1930, utilizzando un montaggio di stili diversi, tra cui la musica folklorica, la popular music, e la atonalità. Tra le sue influenze c'era l'opera di Alban Berg (1985-1935) Wozzeck (1925), che "aveva fatto una tremenda impressione su Šostakovič quando fu messo in scena a Leningrado". Tuttavia, dal 1932 in Unione Sovietica, il realismo socialista cominciò a spodestare il modernismo, e nel 1936 Šostakovič fu attaccato e costretto a ritirare la sua 4ª Sinfonia. Il Concerto per violino di Berg fu eseguito per la prima volta nel 1935, e sempre Alban Berg scrisse un'altra significativa, anche se incompleta, opera modernista, Lulu, che fu rappresentata per la prima volta nel 1937. Come lo Šostakovič, altri compositori affrontarono molte difficoltà in questo periodo, mentre, in Germania, Arnold Schönberg (1874-1951) fu costretto a fuggire negli Stati Uniti quando Hitler salì al potere nel 1933, a causa del suo stile atonale modernista e della sua ascendenza ebraica. Le sue opere principali di questo periodo sono un Concerto per violino, op. 36 (1934/36), e Concerto per pianoforte op. 42 (1942). Schönberg scrisse anche musica tonale in questo periodo con la Suite in sol per archi (1934) e la Sinfonia da camera n. 2 in Mi bemolle op. 38 (iniziatoa nel 1906, completata nel 1939). Durante questo periodo, il modernista ungherese Béla Bartók (1881-1945) produsse una serie di importanti opere, tra cui Musica per archi, percussioni e celesta (1936) e il Quartetto per archi n. 5 (1934), Divertimento per orchestra d'archi (1939) e Quartetto per archi n. 6 (1939), per poi partire per gli Stati Uniti nel 1940, a causa dell'ascesa del fascismo in Ungheria. Anche Igor' Stravinskij (1882-1971) continuò a scrivere nello stile neoclassico negli anni Trenta e Quaranta, con opere come la Sinfonia di Salmi (1930), la Sinfonia in C (1940) e la Sinfonia in tre movimenti (1945). A causa della seconda guerra mondiale emigrò poi negli Stati Uniti. Olivier Messiaen (1908-1992) invece, prestò servizio nell'esercito francese durante la guerra e fu imprigionato nello Stalag VIII-A dai tedeschi, dove compose il suo famoso Quatuor pour la fin du temps. Il quartetto fu rappresentato per la prima volta nel gennaio 1941 ad un pubblico di prigionieri e guardie carcerarie.

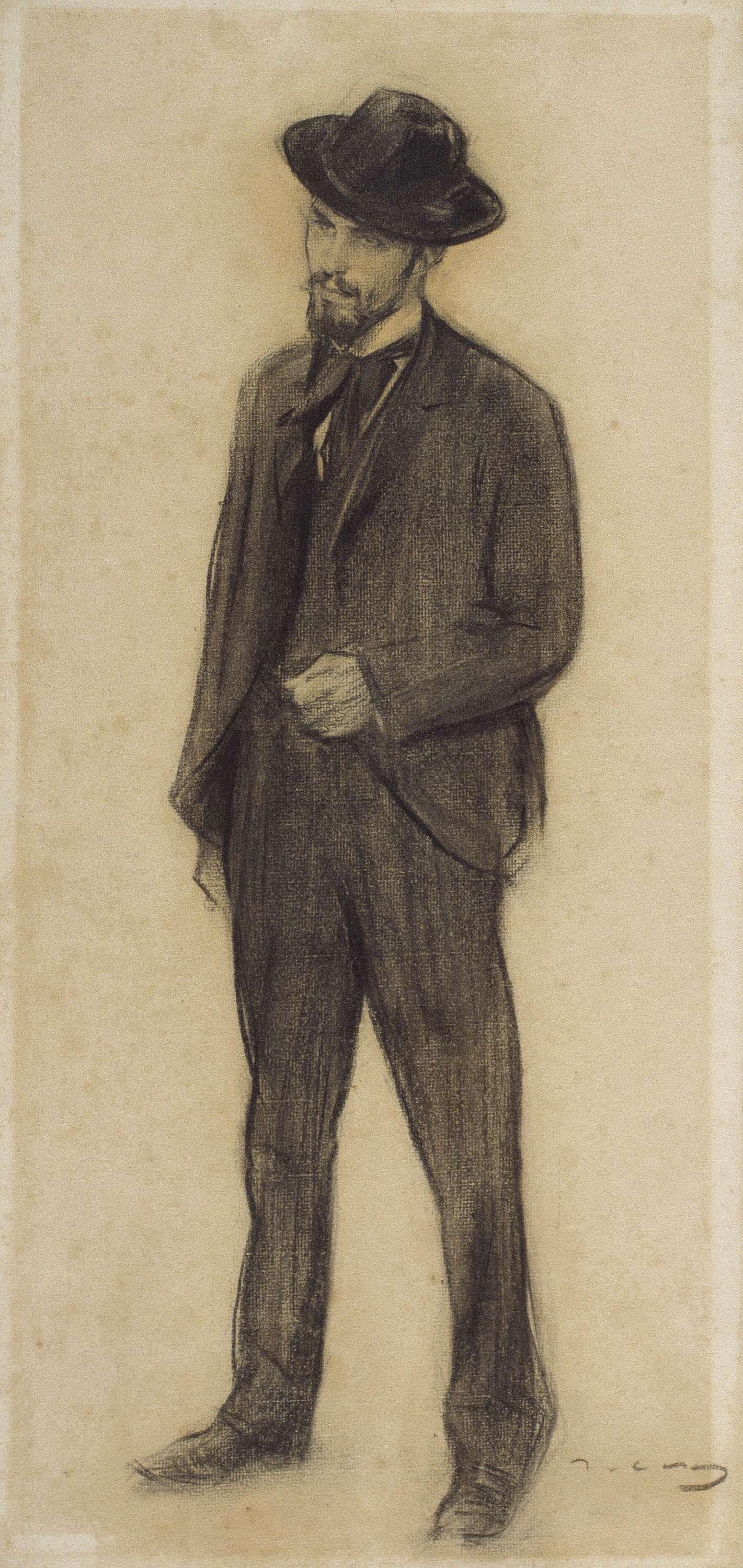
Joaquín Torres García ritratto da Ramon Casas

Nella pittura, negli anni Venti e Trenta e durante la Grande depressione, il modernismo è definito dal Surrealismo, dal tardo cubismo, dalla Bauhaus, dal De Stijl, dal Dada, dall'espressionismo tedesco, dai pittori modernisti e magistrali come Henri Matisse e Pierre Bonnard e dalle astrazioni di artisti come Piet Mondrian e Vasilij Kandinskij che caratterizzarono la scena artistica europea. In Germania, Max Beckmann, Otto Dix, George Grosz e altri politicizzarono i loro dipinti, prefigurando l'avvento della seconda guerra mondiale, mentre in America il modernismo fu visto attraverso una nuova scena di pittori americani, del realismo sociale e dei movimenti regionalisti che contenevano sia gli argomenti politici che sociali, dominanti nell'arte di tutto il mondo di allora. Tra questi artisti ricordiamo Ben Shahn, Thomas Hart Benton, Grant Wood, George Tooker, John Steuart Curry, Reginald Marsh. Infine, in America Latina, il modernismo fu caratterizzato dal lavoro di pittori come l'Uruguaiano Joaquín Torres García ed il messicano Rufino Tamayo, mentre muoveva i suoi primi passi il movimento muralista con Diego Rivera, David Siqueiros, José Clemente Orozco, Pedro Nel Gómez e Santiago Martinez Delgado e il simbolismo di Frida Kahlo che furono una rinascita delle arti della regione, caratterizzati da un uso più libero del colore e una particolare enfasi sui messaggi politici.
Diego Rivera è forse meglio conosciuto dal pubblico per il suo murale del 1933 Man at the Crossroads, realizzato nell'atrio del RCA Building al Rockefeller Center. Quando il suo mecenate Nelson Rockefeller scoprì che il murale comprendeva un ritratto di Lenin e altre immagini comuniste licenziò Rivera e l'opera, lasciata incompiuta, fu distrutta dallo staff di Rockefeller. Le opere di Frida Kahlo (con cui Rivera fu sposato) sono spesso caratterizzate da una rigorosa rappresentazione del dolore. Kahlo è stata profondamente influenzata dalla cultura indigena messicana, che è evidente nei colori vivaci dei suoi dipinti e nel simbolismo drammatico. Nel suo lavoro sono spesso raffigurati temi cristiani ed ebraici, combinanti ad elementi della classica tradizione religiosa messicana, che erano spesso sanguinosi e violenti. Le opere simboliste di Frida Kahlo riportano forti riferimenti al surrealismo e al movimento di realismo magico letterario.
L'attivismo politico è stata una parte importante della vita di David Siqueiros e spesso lo ha ispirato a mettere da parte la sua carriera artistica. La sua arte era profondamente radicata nella rivoluzione messicana. Il periodo che va dagli anni venti agli anni cinquanta è noto come la rivoluzione messicana e Siqueiros fu attivo nel tentativo di creare un'arte che fosse al tempo stesso messicana e universale. Il giovane Jackson Pollock partecipò ad un suo seminario e contribuì a costruire carri allegorici per la parata.

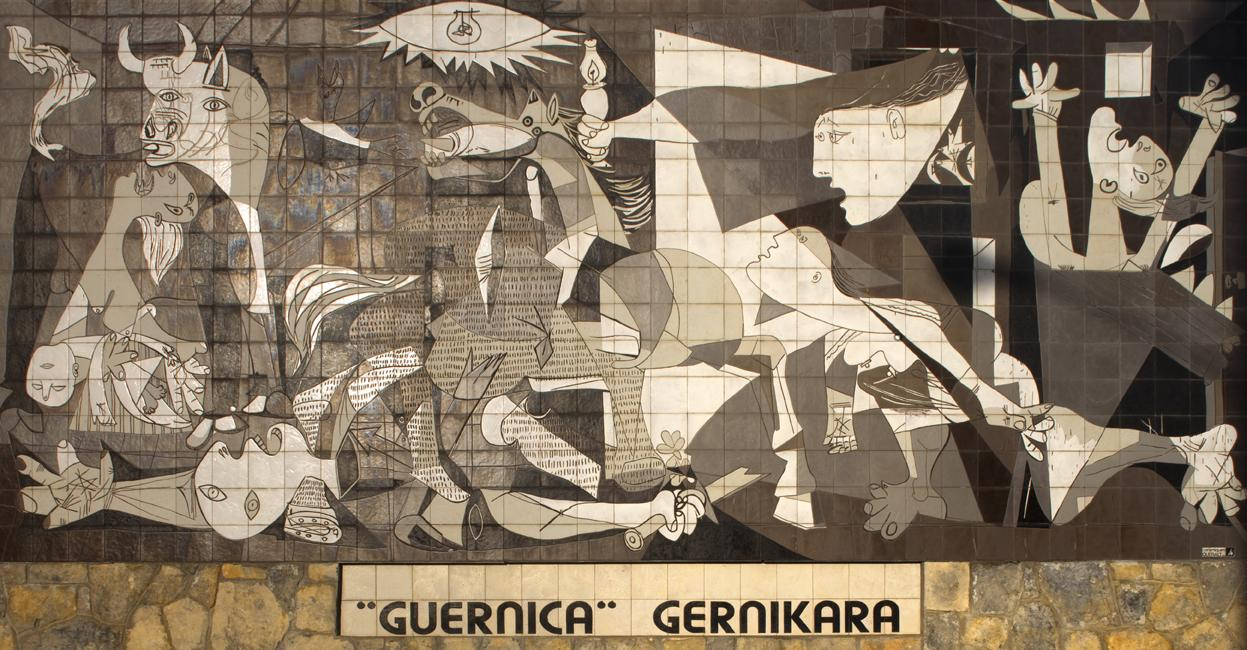
Pablo Picasso, Guernica 1937

Negli anni trenta la politica di sinistra radicale ha caratterizzato molti degli artisti legati alle avanguardie, tra cui Pablo Picasso. Il 26 aprile 1937, durante la guerra civile spagnola, la città basca di Guernica fu bombardata dalla Luftwaffe della Germania nazista. I tedeschi attaccarono la città per sostenere gli sforzi di Francisco Franco nel rovesciare il governo basco e il governo repubblicano spagnolo. Pablo Picasso dipinse la sua opera Guernica a grandezza naturale per commemorare gli orrori del bombardamento.

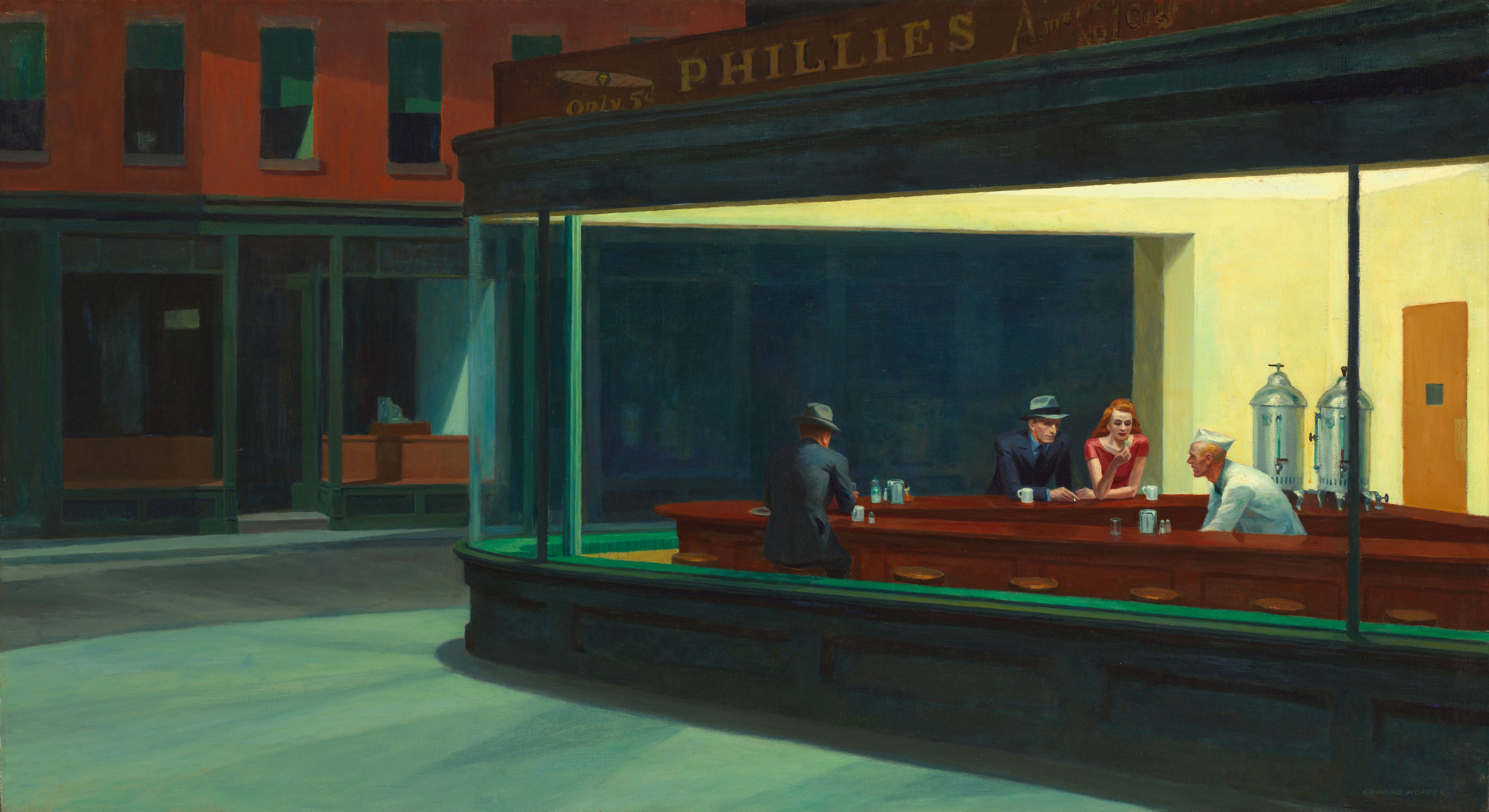
I nottambuli di Edward Hopper del 1942

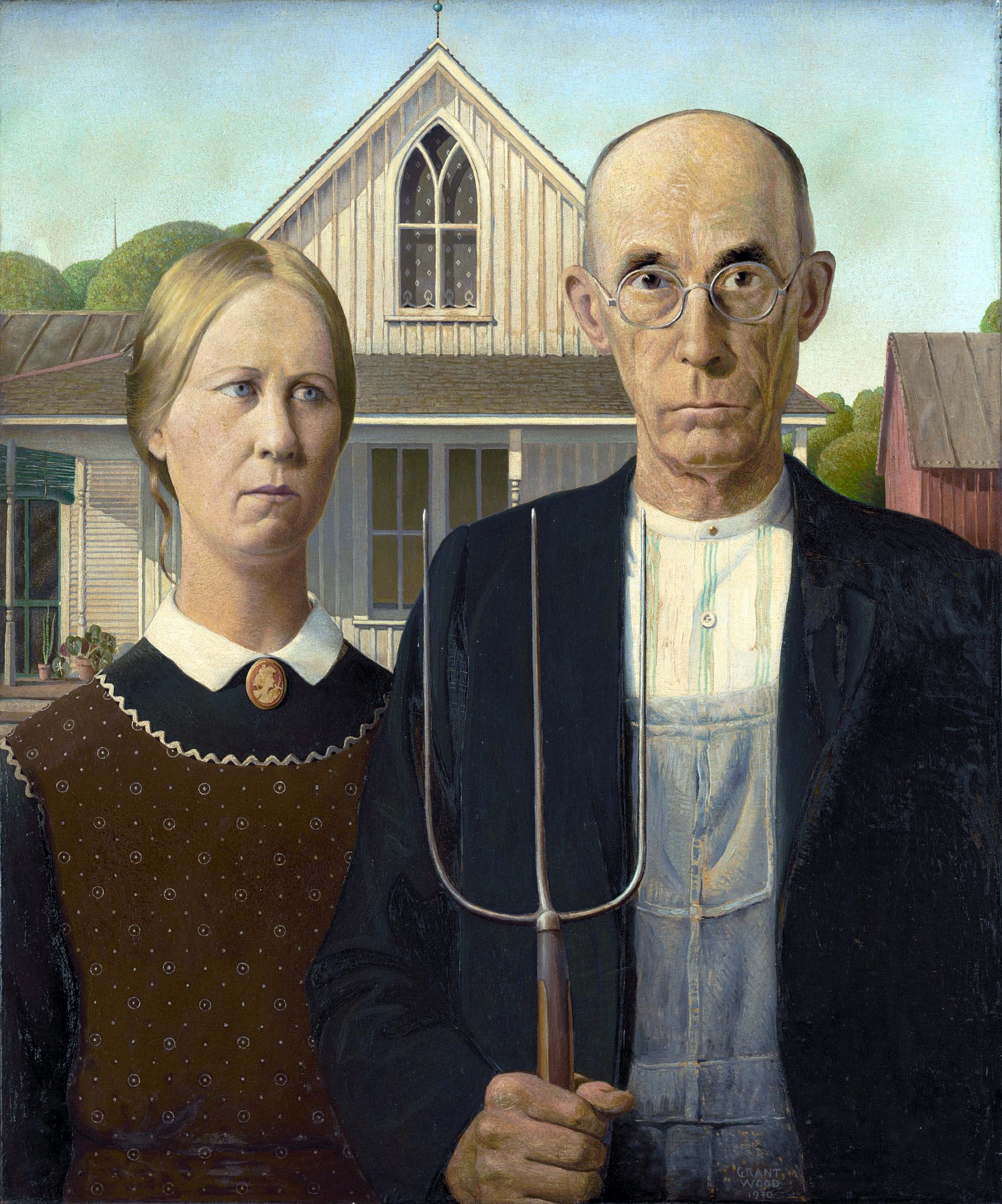
Grant Wood, American Gothic, 1930

Durante la Grande depressione degli anni trenta e durante gli anni della seconda guerra mondiale l'arte americana fu caratterizzata da Realismo sociale e dalla American Scene Painting, con artisti come Grant Wood, Edward Hopper, Ben Shahn, Thomas Hart Benton e molti altri. I nottambuli (1942) è un dipinto di Edward Hopper che ritrae persone sedute in un ristorante del centro a tarda notte. Non è solo il dipinto più famoso di Hopper, ma è uno dei più riconoscibili nell'arte americana. La scena fu ispirata da una tavola calda nel Greenwich Village ed Hopper iniziò a dipingerlo subito dopo l'attacco di Pearl Harbor. Dopo questo evento ci fu una grande sensazione di tristezza nel paese, sentimento che è ritratto nel dipinto. La strada urbana è vuota fuori dal ristorante, e all'interno nessuno dei tre patroni sembra apparentemente che stia parlando con gli altri, ma ognuno è perso nei propri pensieri. Questo tema della vita urbana moderna come vuoto o solitario, è una caratteristica di tutto il lavoro di Hopper.
American Gothic è invece un dipinto di Grant Wood del 1930. Ritraendo un contadino con un forcone e una donna più giovane di fronte a una casa in stile gotico rurale, divenne una delle immagini più familiari dell'arte americana del XX secolo. I critici d'arte videro di buon occhio sulla pittura; come Gertrude Stein e Christopher Morley, presumevano che il dipinto avrebbe dovuto essere una satira della vita rurale di una piccola città. Fu quindi visto come parte della tendenza verso rappresentazioni sempre più critiche dell'America rurale, sulla falsariga ci ciò che avvenne in letteratura con I racconti dell'Ohio di Sherwood Anderson del 1919, oppure La via principale di Sinclair Lewis del 1920 o ancora di The Tattooed Countess di Carl Van Vechten. Tuttavia, con l'inizio della Grande depressione, questo dipinto fu visto come una rappresentazione del costante spirito pionieristico americano.

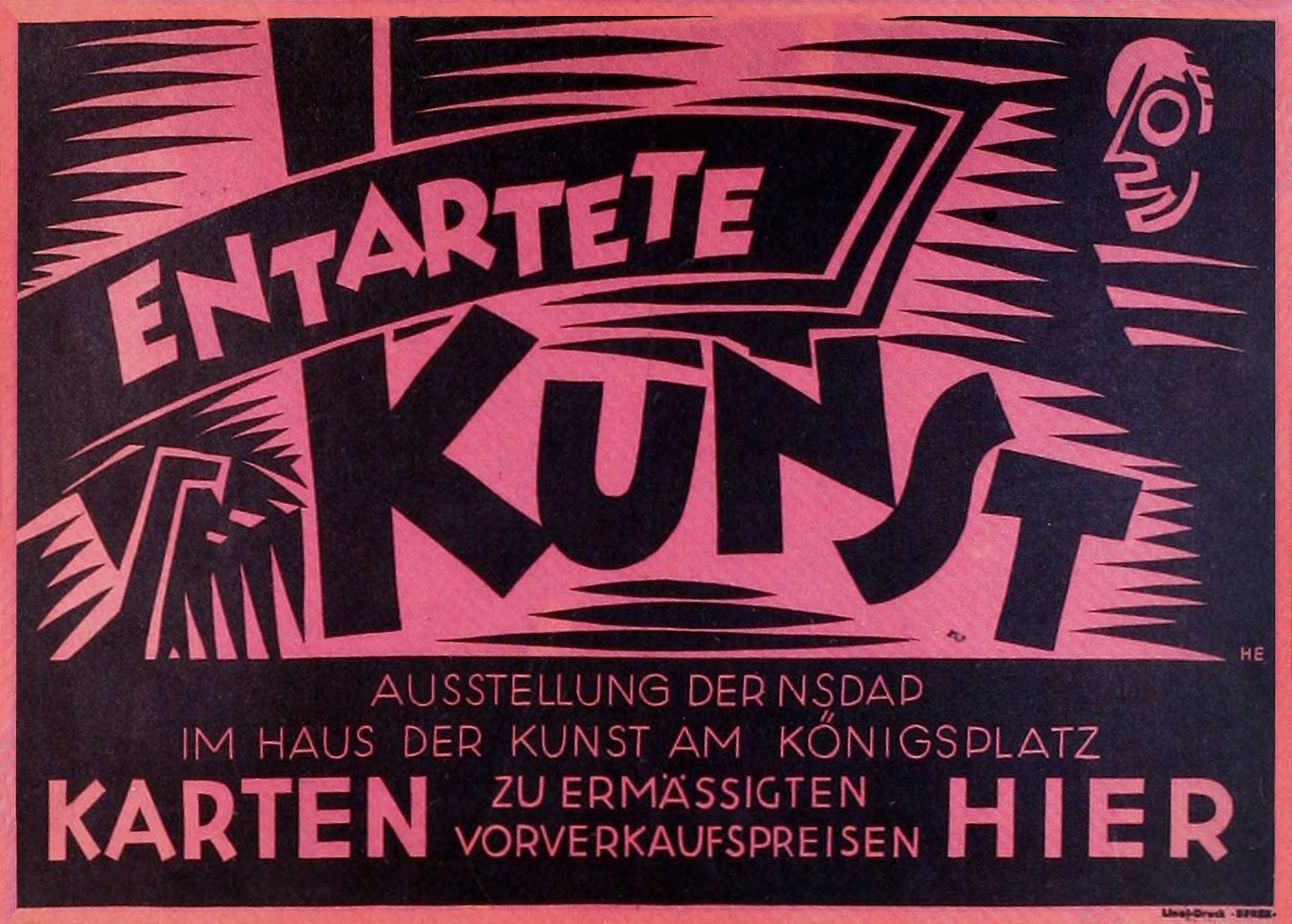
Locandina dell'esposizione sull'"Arte degenerata" (Entartete kunst), Berlino, 1938.

La situazione per gli artisti in Europa durante gli anni trenta si deteriorò rapidamente con la presa di potere dei nazisti in Germania e in tutta l'Europa orientale. L'arte degenerata era un termine adottato in Germania dal regime nazista per quasi tutta l'arte moderna. Tale arte fu bandita con la motivazione che si trattava di arte non tedesca e propaganda giudaico-bolscevica, e quelli identificati come artisti degenerati furono sottoposti a dure sanzioni, che includevano il licenziamento da posizioni di insegnamento, il divieto di esporre o di vendere la loro arte e, in alcuni casi, era totalmente proibito produrre arte. "Arte degenerata" (Entartete kunst) era anche il titolo di una mostra allestita dai nazisti a Monaco nel 1937. Il clima divenne così ostile per gli artisti e per l'arte associata al modernismo e all'astrazione che molti lasciarono l'Europa per le Americhe. L'artista tedesco Max Beckmann e numerosi altri fuggirono dall'Europa per New York, dove una nuova generazione di giovani ed entusiasmanti pittori modernisti guidati da Arshile Gorky, Willem de Kooning e altri stava appena cominciando a diventare maggiorenne.
Il ritratto di Arshile Gorky di qualcuno che potrebbe essere Willem de Kooning è un esempio dell'evoluzione dell'espressionismo astratto dal contesto della pittura figurativa, del cubismo e del surrealismo. Insieme ai suoi amici de Kooning e John D. Graham, Gorky creò composizioni figurative biomorfiche e astratte che negli anni quaranta si sono evolute in dipinti totalmente astratti. L'opera di Gorky sembra essere un'attenta analisi della memoria, delle emozioni e della forma, usando la linea e il colore per esprimere il sentimento e la natura.
Anche l'arte della fotografia viene interessata dal modernismo nelle sue varie forme. Esempi abbastanza noti sono le opere dalla forte carica chiaroscurale della fotografa australiana Olive Cotton e del suo collega Max Dupain o le foto in negativo dall'influenza anche neorealista del fotografo neozelandese Tudor Collins.

### Dopo la seconda guerra: le arti visive e performative
Mentre l'Oxford Encyclopedia of British Literature afferma che il modernismo finì nel 1939 circa, per quanto concerne la letteratura britannica e americana, "Quando (se) il modernismo si esaurì e lasciando il posto al postmodernismo, è stato argomento di contestazioni quasi con la stessa intensità di quando avvenne la transizione dal periodo vittoriano al modernismo". Clement Greenberg vede il modernismo terminare negli anni trenta, con l'eccezione delle arti visive e dello spettacolo, ma per quanto riguarda la musica, Paul Griffiths nota che, mentre il modernismo "sembrava essere una forza esaurita "verso la fine degli anni venti, dopo la seconda guerra mondiale, "una nuova generazione di compositori: Boulez, Barraqué, Babbitt, Nono, Stockhausen, Xenakis" rivitalizzarono il modernismo". Di fatto molti modernisti letterari lavorarono negli anni cinquanta e sessanta, anche se in genere non producevano opere rilevanti. Il termine "tardo modernismo" è talvolta applicato anche a opere moderniste pubblicate dopo il 1930. Tra i modernisti (o i tardo modernisti) che pubblicavano ancora dopo il 1945 c'erano Wallace Stevens, Gottfried Benn, T. S. Eliot, Anna Akhmatova, William Faulkner, Dorothy Richardson, John Cowper Powys ed Ezra Pound. Basil Bunting, nato nel 1901, pubblicò il suo più importante poema modernista Briggflatts nel 1965. Inoltre, The Death of Virgil di Hermann Broch fu pubblicato nel 1945 e il Doctor Faustus di Thomas Mann nel 1947. Samuel Beckett, che morì nel 1989, è stato descritto come un "tardo modernista". Beckett è stato uno scrittore con radici nella tradizione espressionista del modernismo, che ha prodotto opere dagli anni trenta fino al 1980, tra cui Molloy (1951), Aspettando Godot (1953), Giorni felici (1961) e Dondolo (1981). I termini "minimalista" e "postmodernista" sono poi stati applicati anche ai suoi lavori successivi. I poeti Charles Olson (1910-1970) e J. H. Prynne (nato nel 1936) sono tra gli scrittori della seconda metà del XX secolo che sono stati descritti come gli ultimi modernisti.
Più recentemente il termine "tardo modernismo" è stato ridefinito più di un critico e usato per riferirsi a opere scritte dopo il 1945, piuttosto che fino al 1930. Questa impostazione prevede l'idea che l'ideologia del modernismo sia stata significativamente ridisegnata dagli eventi di seconda guerra mondiale, in particolare dall'Olocausto e dal lancio della bomba atomica.
Il periodo postbellico lasciò le capitali europee in uno stato di totale sconvolgimento con l'urgenza di ricostruire economicamente e fisicamente e di riorganizzarsi politicamente. A Parigi (ex centro della cultura europea e ex capitale del mondo dell'arte) il clima generale dell'arte era disastrato. Importanti collezionisti, mercanti e artisti, scrittori e poeti modernisti erano fuggiti dall'Europa per New York e per l'America. I surrealisti e gli artisti moderni di ogni centro culturale europeo erano fuggiti dall'assalto dei nazisti per un rifugio sicuro negli Stati Uniti. Molti di quelli che non fuggirono morirono in guerra. Alcuni artisti, come Pablo Picasso, Henri Matisse e Pierre Bonnard, rimasero in Francia e sopravvissero.
Gli anni quaranta a New York annunciarono il trionfo dell'espressionismo astratto americano, un movimento modernista che univa le lezioni apprese da Henri Matisse, Pablo Picasso, il surrealismo, Joan Miró, il cubismo, i fauves e il primo modernismo con i grandi maestri americani come Hans Hofmann e John D. Graham. Gli artisti americani beneficiarono della presenza di Piet Mondrian, Fernand Léger, Max Ernst e del gruppo André Breton, della galleria di Pierre Matisse, della galleria della The Art of This Century gallery di Peggy Guggenheim e di numerosi altri fattori.
Parigi, inoltre, riconquistò gran parte della sua lucentezza negli anni cinquanta e sessanta come centro di una rinascita artistica, con scultori come Jean Tinguely e Nicolas Schöffer.

#### Il teatro dell'assurdo

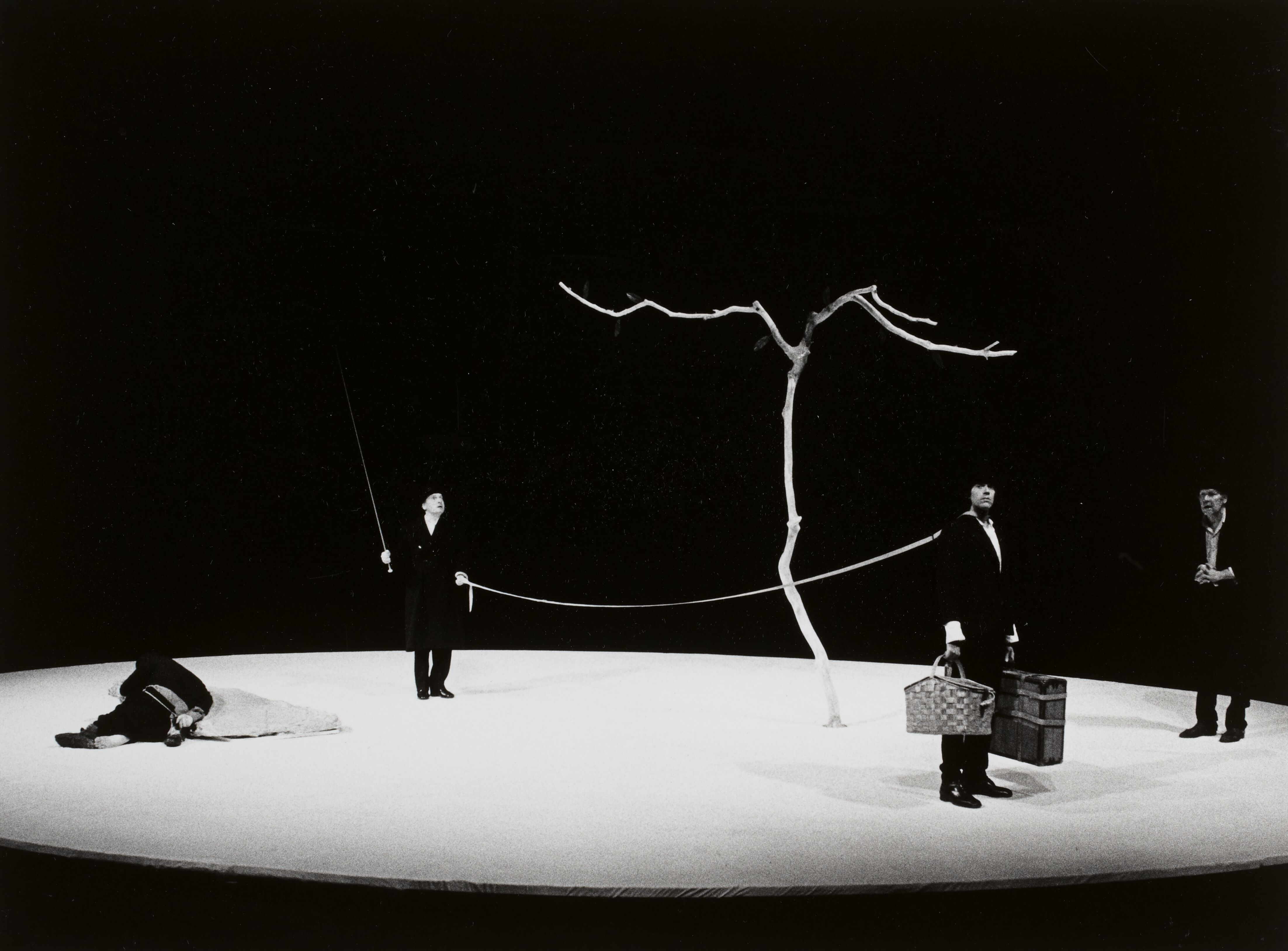
En attendant Godot di Samuel Beckett al Festival d'Avignon del 1978

Il termine "Teatro dell'assurdo" è applicato ai drammi, scritti principalmente da europei, che esprimono una condizione dell'esistenza incentrata sull'incomunicabilità. La costruzione logica e la discussione lasciano il posto a un discorso irrazionale e illogico, fino alla sua conclusione definitiva, il silenzio. Sebbene esistano precursori importanti, tra cui Alfred Jarry (1873-1907), Il teatro dell'assurdo viene generalmente fatto risalire all'inizio degli anni cinquanta con le commedie di Samuel Beckett.
Il termine fu coniato dal critico Martin Esslin nel suo saggio del 1960 Theatre of the Absurd, mettendolo in relazione a questi drammi ed utilizzandolo in modo simile all'uso che ne fa Albert Camus nel suo saggio del 1942, Il mito di Sisifo. L'Assurdo in questi spettacoli assume la forma della reazione dell'uomo a un mondo apparentemente senza significato, in cui è spesso come un burattino controllato o minacciato da forze esterne invisibili. Sebbene il termine sia applicato a una vasta gamma di opere teatrali, alcune caratteristiche coincidono in molte commedie: una commedia ampia, spesso simile al vaudeville, mescolata a immagini orribili o tragiche; personaggi catturati in situazioni senza speranza costretti a fare azioni ripetitive o prive di significato; l'uso dei cliché nei dialoghi, giochi di parole e nonsenso. I drammaturghi comunemente associati al teatro dell'assurdo includono Samuel Beckett (1906-1989), Eugène Ionesco (1909-1994), Jean Genet (1910-1986), Harold Pinter (1930-2008), Tom Stoppard (nato nel 1937), Aleksandr Vvedenskij (1904-1941), Daniil Charms (1905-1942), Friedrich Dürrenmatt (1921-1990), Alejandro Jodorowsky (nato nel 1929), Fernando Arrabal (nato nel 1932), Václav Havel (1936-2011) e Edward Albee (1928- 2016).

#### Pollock e le influenze dell'astrattismo
Alla fine degli anni quaranta, l'approccio radicale alla pittura di Jackson Pollock aprì nuove prospettive all'arte contemporanea che lo seguì. In qualche misura Pollock si rese conto che il processo che porta alla realizzazione di un'opera d'arte era importante quanto l'opera d'arte stessa. Come le innovative reinvenzioni di Pablo Picasso nella pittura e nella scultura del primo Novecento attraverso il cubismo e la scultura costruita, Pollock ridefinì il modo in cui l'arte viene fatta. Il suo allontanarsi dalla pittura da cavalletto e dalla convenzionalità fu un segno liberatorio per gli artisti della sua era e per tutti coloro che sono venuti dopo, che si resero conto che il processo di Jackson Pollock - collocando una tela grezza e non tesa sul pavimento, per poi lasciar gocciolare e lanciare grumi e strati lineari di colore - aveva fatto saltare il modo di fare arte a lui precedente. L'espressionismo astratto generalmente ampliava e sviluppava le definizioni e le possibilità a disposizione degli artisti per la creazione di nuove opere d'arte. Gli altri espressionisti astratti seguirono la svolta di Pollock con nuove scoperte. In un certo senso le innovazioni di Jackson Pollock, Willem de Kooning, Franz Kline, Mark Rothko, Philip Guston, Hans Hofmann, Clyfford Still, Barnett Newman, Ad Reinhardt, Robert Motherwell, Peter Voulkos e altri hanno aperto le porte al rinnovamento di tutta l'arte che li ha seguiti.

#### I personaggi di rilievo nell'arte britannica
Dopo la seconda guerra mondiale, Henry Moore (1898-1986) fu considerato uno dei principali scultori britannici, conosciuto soprattutto per le sue sculture monumentali in bronzo semi astratte, che si trovano in tutto il mondo come opere d'arte pubbliche. Le sue forme sono solitamente astrazioni della figura umana, in genere raffiguranti figure materne e infantili, che solitamente suggeriscono il corpo femminile, a parte una fase degli anni cinquanta quando scolpiva gruppi familiari. Le sue forme sono generalmente perforate o contengono spazi vuoti.

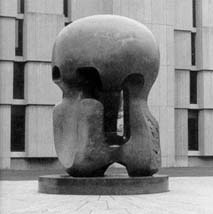
Henry Moore, Nuclear Energy (1966). Di fronte al Kunsthaus Zürich, Svizzera.

Negli anni cinquanta, Moore iniziò a ricevere commissioni sempre più importanti, compresa una figura distesa per l'edificio dell'UNESCO a Parigi del 1958. Con commissioni sempre più numerose di opere d'arte pubbliche, le dimensioni delle sculture di Moore crebbero in modo significativo. Gli ultimi tre decenni della vita di Moore vide inoltre diverse importanti retrospettive che si svolsero in tutto il mondo, in particolare una mostra di spicco nell'estate del 1972 nel parco del Forte di Belvedere che domina Firenze. Alla fine degli anni settanta c'erano circa 40 mostre all'anno dedicate al suo lavoro. L'opera Nuclear Energy di Moore fu presentata al pubblico nel campus dell'Università di Chicago, nel dicembre del 1967, 25 anni dopo l'arrivo della squadra di fisici guidata da Enrico Fermi nella prima reazione nucleare controllata e autosufficiente. Sempre a Chicago, Moore ha commemorato la scienza con una grande meridiana di bronzo, chiamata Man Enters the Cosmos (1980), che fu commissionata per celebrare il programma di esplorazione spaziale.
La "Scuola di Londra" di pittura figurativa, tra cui Francis Bacon (1909-1992), Lucian Freud (1922-2011), Frank Auerbach (nato nel 1931), Leon Kossoff (nato nel 1926) e Michael Andrews (1928-1995), ricevettero un ampio riconoscimento internazionale.
Francis Bacon era un pittore figurativo britannico di origine irlandese noto per le sue immagini audaci, grafiche ed emotivamente crude. Le sue figure pittoriche ma astratte appaiono tipicamente isolate in gabbie geometriche di vetro o acciaio disposte su sfondi piatti e anonimi. Bacon ha iniziato a dipingere durante i suoi primi anni venti ma ha lavorò solo sporadicamente fino alla sua metà degli anni trenta. La sua svolta arrivò con il trittico del 1944 Three Studies for Figures at the Base of a Crucifixion che sancì la sua reputazione di cronista cinico della condizione umana. La sua produzione può essere descritta rozzamente come consistente in sequenze o variazioni su un singolo motivo; cominciando dalle teste maschili degli anni quaranta, i primi anni Cinquanta che urlavano i papi, e gli animali della metà fino alla fine degli anni cinquanta ed in seguito le figure solitarie sospese in strutture geometriche. Dalla metà degli anni sessanta ai primi anni settanta, Bacon produceva principalmente ritratti di amici straordinariamente compassionevoli. Dopo il suicidio del suo compagno George Dyer nel 1971, la sua arte divenne più personale, introversa ed incentrata su temi e motivi di morte. Durante la sua vita, Bacon fu ugualmente insultato e acclamato.
Lucian Freud era un pittore britannico di origini tedesche, noto soprattutto per il suo ritratto e le sue figure pittoriche, spesso impensate, e da molti considerato per queste, come il preminente artista britannico del suo tempo. Le sue opere sono note per la loro penetrazione psicologica e per il loro esame sul disagio della relazione tra artista e modella. Secondo William Grimes del New York Times, "Lucien Freud e i suoi contemporanei hanno trasformato la pittura figurativa nel XX secolo. In dipinti come Girl with a White Dog (1951–52), Freud ha messo il linguaggio della pittura europea tradizionale al servizio di uno stile di ritrattistica anti-romantico e conflittuale che metteva a nudo la facciata sociale del modello seduto. Gli uomini comuni, molti dei quali suoi amici, guardavano con occhi spalancati dalla tela, vulnerabili alla spietata ispezione dell'artista."

#### Gli anni sessanta al di la dell'espressionismo astratto
Negli anni cinquanta e sessanta, nella pittura astratta, cominciarono ad apparire negli studi di artisti e nei circuiti delle avanguardie radicali diverse nuove direzioni come la hard edge painting e altre forme di astrattismo geometrico, spesso come reazione al soggettivismo dell'espressionismo astratto. Clement Greenberg divenne la voce della post-painterly abstraction quando curò un'influente mostra di nuova pittura che nel 1964 fu esposta in importanti musei d'arte negli Stati Uniti. Pittura color field, pittura hard-edge e l'astrazione lirica emersero come direzioni radicali nuove ed inaspettate.
Tuttavia, alla fine degli anni sessanta nacquero il postminimalismo, la process art e l'Arte povera che si proposero come concetti e movimenti rivoluzionari che ripercorrevano sia la pittura che la scultura, attraverso l'astrazione lirica, il postminimalista, e la prima arte concettuale. La Process Art ispirata da Pollock ha consentito agli artisti di sperimentare e utilizzare una diversa gamma di stili, contenuti, materiali, posizionamenti, senso del tempo, spazio plastico e reale. Nancy Graves, Ron Davis, Howard Hodgkin, Larry Poons, Jannis Kounellis, Brice Marden, Colin McCahon, Bruce Nauman, Richard Tuttle, Alan Saret, Walter Darby Bannard, Lynda Benglis, Dan Christensen, Larry Zox, Ronnie Landfield, Eva Hesse, Keith Sonnier, Richard Serra, Sam Gilliam, Mario Merz e Peter Reginato sono stati alcuni degli artisti più giovani che sono emersi durante l'era del tardo modernismo che generò il periodo di massimo splendore dell'arte della fine degli anni sessanta.

#### Pop Art

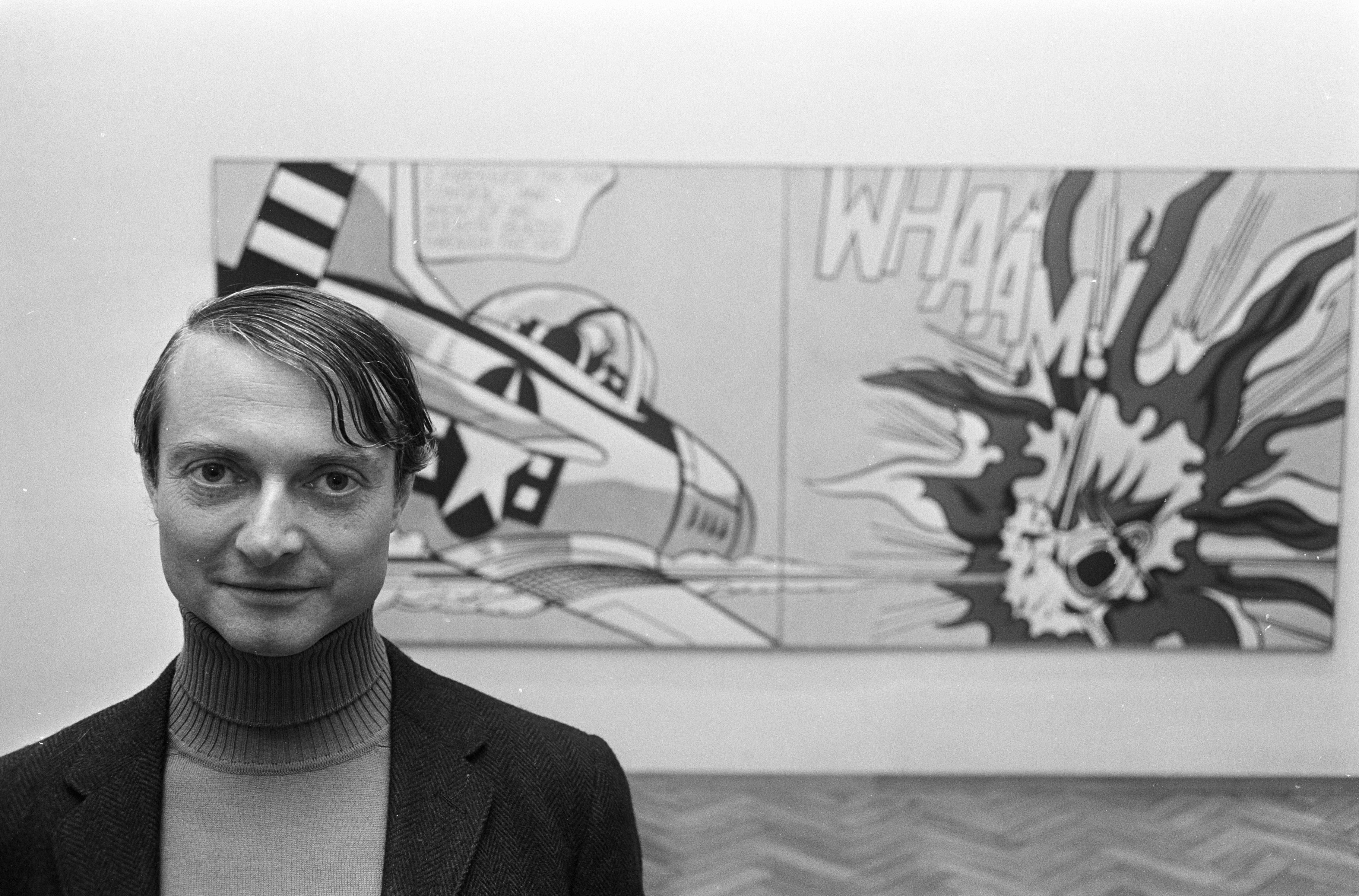
Roy Lichtenstein

Nel 1962 la Sidney Janis Gallery espose la prima grande mostra di gruppo pop art dal titolo The New Realists in una galleria d'arte a New York. Janis installò la mostra in un negozio sulla 57ª strada vicino alla sua galleria. L'esposizione generò clamore tra il mondo dell'arte e la New York School, e poi in tutto il mondo. Precedentemente, il termine "Pop Art" fu usato in Inghilterra nel 1958 da Lawrence Alloway, per descrivere i dipinti che celebravano il consumismo del secondo dopoguerra. Questo movimento si contrappose all'espressionismo astratto e il suo concentrarsi sull'interiorità ermeneutica e psicologica, a favore dell'arte che rappresentava e spesso celebrava la cultura del consumismo materiale, la pubblicità e l'iconografia dell'età della produzione di massa. I primi lavori di David Hockney e le opere di Richard Hamilton e Eduardo Paolozzi (che ha creato il rivoluzionario I was a Rich Man's Plaything, 1947) sono considerati esempi seminali del movimento Pop Art. Nel frattempo, nella scena della downtown nelle gallerie della 10th Street dell'East Village di New York, gli artisti stavano formulando una versione americana della pop art. Claes Oldenburg aveva il suo negozio e la Green Gallery sulla 57th Street cominciò a mostrare le opere di Tom Wesselmann e James Rosenquist. Più tardi Leo Castelli espose le opere di altri artisti americani, comprese quelle di Andy Warhol e Roy Lichtenstein. C'è una connessione tra le opere radicali di Marcel Duchamp e Man Ray, i ribelli dadaisti con senso dell'umorismo, e artisti pop come Claes Oldenburg, Andy Warhol e Roy Lichtenstein, i cui dipinti riproducono l'aspetto dei Ben-Day dot, un tecnica utilizzata nella riproduzione commerciale.

#### Minimalismo
Il minimalismo comprende movimenti in varie forme di arte e design, in particolare l'arte visiva e la musica, in cui gli artisti intendono esporre l'essenza o l'identità di un soggetto eliminando tutte le forme, caratteristiche o concetti non essenziali. Il minimalismo è qualsiasi progetto o stile in cui vengono utilizzati gli elementi più semplici e minimi per creare il massimo effetto.
Come movimento specifico nelle arti si identifica con gli sviluppi nell'arte occidentale del secondo dopoguerra, in particolare con le arti visive americane negli anni sessanta e nei primi anni settanta. Tra gli artisti di spicco associati a questo movimento ci sono Donald Judd, John McCracken, Agnes Martin, Dan Flavin, Robert Morris, Ronald Bladen, Anne Truitt e Frank Stella. Deriva dagli aspetti riduttivi del modernismo ed è spesso interpretato come una reazione contro l'espressionismo astratto e un ponte verso le pratiche artistiche postminimaliste. Nei primi anni sessanta il minimalismo sorse come un movimento astratto nell'arte (con le radici nell'astrattismo geometrico di Kazimir Severinovič Malevič, Bauhaus e Piet Mondrian) respingendo l'idea della pittura relazionale e soggettiva, la complessità espressionismo astratto e dello zeitgeist emotivo, e polemiche presenti nell'area dell'action painting. Il minimalismo sosteneva che l'estrema semplicità poteva catturare tutta la rappresentazione del sublime necessario nell'arte. Il minimalismo viene da qualcuno inserito tra i precursori del postmodernismo, da altri tra i movimenti del postmoderno stesso. In quest'ultima prospettiva, il primo minimalismo ha prodotto opere moderniste avanzate, ma il movimento ha parzialmente abbandonato questa direzione quando alcuni artisti come Robert Morris hanno cambiato direzione in favore del movimento anti-form.
Hal Foster, nel suo saggio The Crux of Minimalism, esamina in quale misura Donald Judd e Robert Morris riconoscono e superano il Modernismo Greenbergiano nelle loro definizioni pubblicate di minimalismo e sostiene che il minimalismo non è un "vicolo cieco" del Modernismo, ma un "cambio di paradigma verso le pratiche postmoderne che continuano ad essere elaborate oggi".
I termini possono comprendere anche il movimento nella musica che presenta tale ripetizione e iterazione come quelle delle composizioni di La Monte Young, Terry Riley, Steve Reich, Philip Glass e John Adams. Le composizioni minimaliste sono talvolta note come Systems music. Il termine "minimalista" spesso si riferisce colloquialmente a tutto ciò che è spogliato fino all'essenziale. È stato anche usato per descrivere le opere teatrali e i romanzi di Samuel Beckett, i film di Robert Bresson, le storie di Raymond Carver e il design automobilistico di Colin Chapman.

#### Post-minimalismo

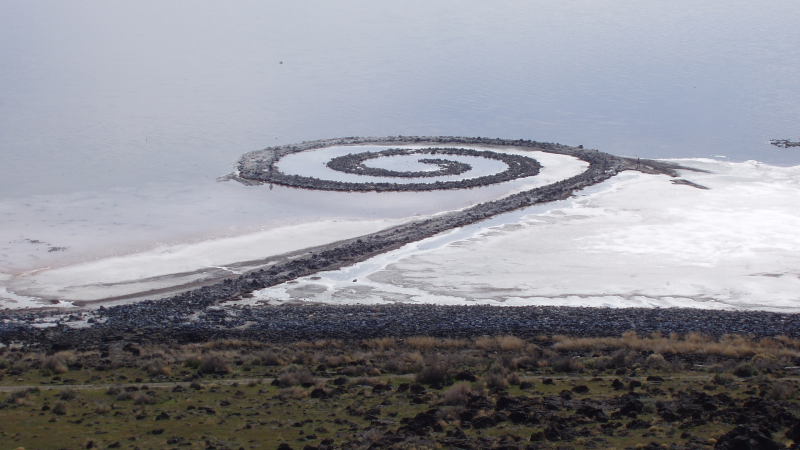
Spiral Jetty di Robert Smithson.

Alla fine degli anni sessanta Robert Pincus-Witten coniò il termine "postminimalismo" per descrivere l'arte derivata dal minimalismo che aveva contenuti e sfumature contestuali che il minimalismo rifiutava. Il termine fu applicato da Pincus-Whitten al lavoro di Eva Hesse, Keith Sonnier, Richard Serra e nuovo lavoro degli ex minimalisti Robert Smithson, Robert Morris, Sol LeWitt, Barry Le Va e altri. Altri minimalisti tra cui Donald Judd, Dan Flavin, Carl Andre, Agnes Martin, John McCracken e altri continuarono a produrre tele e sculture tardo moderniste per il resto della loro carriera.
Da allora, molti artisti hanno abbracciato stili minimalisti o post-minimalisti e a loro fu legata l'etichetta "Postmoderno".

#### Collage, assemblaggi, installazioni
In relazione all'espressionismo astratto c'era l'emergenza di combinare manufatti con materiali d'artista, allontanandosi dalle precedenti convenzioni della pittura e della scultura. Il lavoro di Robert Rauschenberg è un classico esempio di questa tendenza. Le sue "combines" degli anni cinquanta precorsero la pop art e le installazioni e assemblando grandi oggetti, come animali imbalsamati, uccelli e fotografie commerciali. Rauschenberg, Jasper Johns, Larry Rivers, John Chamberlain, Claes Oldenburg, George Segal, Jim Dine e Edward Kienholz sono stati importanti pionieri sia dell'astrazione che della pop art. Creando nuove convenzioni del fare arte, hanno aperto la strada, nei circoli di arte contemporanea colta, alla pratica radicale di includere nelle loro opere di materiali improbabili. Un altro pioniere del collage fu Joseph Cornell, le cui opere, più intimamente e di piccole dimensioni, furono considerate radicali sia per la sua iconografia personale che per l'uso del Ready-made.

#### Neo-Dada
All'inizio del XX secolo Marcel Duchamp in una sua esposizione, presentò un orinatoio come scultura nella sua opera Fontana, sostenendo che ogni oggetto, per il solo fatto di essere esposto al pubblico può diventare un'opera d'arte. Duchamp battezzò questa tecnica di recupero degli oggetti trovati come "ready-made". Fontana fu firmato dall'artista con lo pseudonimo "R. Mutt", e la esposizione sconvolse il mondo dell'arte nel 1917. Questo e gli altri lavori di Duchamp sono generalmente etichettati come Dada. Duchamp può essere visto come un precursore dell'arte concettuale, altri famosi esempi sono i 4'33" di John Cage, che sono quattro minuti e trentatré secondi di silenzio, e il disegno Erased de Kooning Drawing di Rauschenberg. Molte opere concettuali sono volte a dimostrare che l'arte è il risultato dello spettatore che osserva un oggetto o di un'azione come arte, non di qualità intrinseche dell'opera stessa. Scegliendo "un normale oggetto della vita quotidiana" e creando "un nuovo pensiero per quell'oggetto", Duchamp invitò gli spettatori a vedere Fontana come una scultura.
Marcel Duchamp rinunciò notoriamente all'arte "in favore degli scacchi". Il compositore d'avanguardia David Tudor ha creato un pezzo, Reunion (1968), scritto insieme a Lowell Cross, che presenta una partita di scacchi in cui ogni mossa attiva un effetto di illuminazione o proiezione. Duchamp e Cage hanno giocato una partita alla première del lavoro.
Steven Best e Douglas Kellner identificano Rauschenberg e Jasper Johns come parte della fase di transizione, influenzata da Duchamp, tra Modernismo e Postmodernismo. Entrambi utilizzano, nel loro lavoro, immagini di oggetti ordinari o gli oggetti stessi, pur mantenendo l'astrazione e gesti pittorici dell'alto modernismo.

#### Performance ed happening

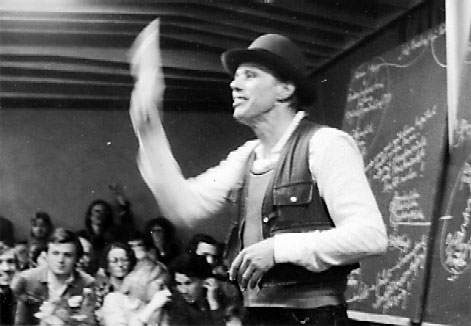
L'artista Joseph Beuys nel 1978: Jeder Mensch ein Künstler — Auf dem Weg zur Freiheitsgestalt des sozialen Organismus - Ogni persona un artista — sulla strada della liberazione dall'organismo sociale

Durante la fine degli anni cinquanta e i sessanta, artisti con una vasta gamma di interessi iniziarono a spingere i confini dell'arte contemporanea sempre un po' più in la. Yves Klein in Francia, Carolee Schneemann, Yayoi Kusama, Charlotte Moorman e Yōko Ono a New York, e Joseph Beuys, Wolf Vostell e Nam June Paik in Germania sono stati pionieri delle opere d'arte basate sulla performance. Gruppi come The Living Theatre con Julian Beck e Judith Malina hanno collaborato con scultori e pittori creando ambienti, cambiando radicalmente il rapporto tra pubblico e performer, specialmente nella loro pièce Paradise Now. La Judson Dance Theatre, con sede alla Judson Memorial Church, a New York, da cui uscirono danzatori come Yvonne Rainer, Trisha Brown, Elaine Summers, Sally Gross, Simonne Forti, Deborah Hay, Lucinda Childs, Steve Paxton, ha collaborato con gli artisti Robert Morris, Robert Whitman, John Cage, Robert Rauschenberg e ingegneri come Billy Klüver. La Park Place Gallery era un centro per gli spettacoli musicali dei compositori elettronici Steve Reich, Philip Glass e altri artisti di spicco della performance, tra cui Joan Jonas.
Nello stesso periodo, diversi artisti d'avanguardia hanno creato happening, incontri misteriosi e spesso spontanei e non scritti di artisti, amici e parenti in varie località, spesso incorporando esercizi in assurdità, fisicità, costumi, nudità spontanea e vari casuali o apparentemente atti disconnessi. Tra i creatori di happening degni di nota ci sono Allan Kaprow, che per primo ha usato il termine nel 1958, Claes Oldenburg, Jim Dine, Red Grooms e Robert Whitman.

#### Intermedia e multi-media
Un'altra tendenza dell'arte che è stata associata al termine postmoderno è l'uso di un numero di media diversi insieme. Intermedia è un termine coniato da Dick Higgins e destinato a trasmettere nuove forme d'arte sulla falsariga di Fluxus, poesia concreta, ready-made, performance art e computer art. Higgins è stato editore e fondatore della Something Else Press, un poeta concreto sposato con l'artista Alison Knowles e ammiratore di Marcel Duchamp. Ihab Hassan include "Intermedia, la fusione di forme, la confusione dei regni", nella sua lista delle caratteristiche dell'arte postmoderna. Una delle forme più comuni di "arte multimediale" è l'uso di videoregistratori e monitor CRT, definita video arte. Mentre la teoria di combinare più arti in un'unica arte è piuttosto antica, ed è stata ripresa periodicamente, ciò che ne fa il postmoderno è spesso la combinazione con la performance art, in cui il sottotesto drammatico viene rimosso, e ciò che rimane sono le specifiche dichiarazioni dell'artista o la dichiarazione concettuale della loro azione.

#### Fluxus
Fluxus è stato battezzato e liberamente organizzato nel 1962 da George Maciunas (1931-1978), un artista americano di origine lituana. Fluxus fa risalire le sue origini ai corsi di composizione sperimentale di John Cage dal 1957 al 1959 presso la New School for Social Research di New York. Molti dei suoi studenti erano artisti che lavorano in altre discipline con poca o nessuna esperienza musicale. Gli studenti di Cage includevano i membri fondatori di Fluxus, Jackson Mac Low, Al Hansen, George Brecht e Dick Higgins.
Fluxus ha incoraggiato un'estetica fai-da-te, dando valore alla semplicità più che alla complessità. Come Dada prima di esso, Fluxus includeva una forte corrente anti-mercantilista e una sensibilità anti-arte, che disprezzava il convenzionale mondo dell'arte guidato dal mercato in favore di una pratica creativa centrata sull'artista. Gli artisti di Fluxus preferivano lavorare con qualsiasi materiale fosse a portata di mano.
Andreas Huyssen critica i tentativi di inserire Fluxus nel postmodernismo come "o il codice principale del postmodernismo o il movimento artistico in definitiva non rappresentabile - per così dire, il sublime del postmodernismo". Invece vede Fluxus come un fenomeno neo-dadaista all'interno della tradizione dell'avanguardia. Secondo alcuni Fluxus non rappresentò un gran progresso nello sviluppo di strategie artistiche, sebbene esprimesse una ribellione contro "la cultura gestita degli anni cinquanta, in cui un modernismo moderato e addomesticato serviva come supporto ideologico alla guerra fredda".